# Filmåret 2018

## Mest inkomstbringande filmer
| Rank | Titel                                    | Distribution | Intäkter       |
| ---- | ---------------------------------------- | ------------ | -------------- |
| 1    | Avengers: Infinity War                   | Disney       | $2 048 359 754 |
| 2    | Black Panther                            | Disney       | $1 346 913 161 |
| 3    | Jurassic World: Fallen Kingdom           | Universal    | $1 308 467 944 |
| 4    | Superhjältarna 2                         | Disney       | $1 242 805 359 |
| 5    | Aquaman                                  | Warner Bros. | $1 148 461 807 |
| 6    | Bohemian Rhapsody                        | Fox          | $903 655 259   |
| 7    | Venom                                    | Sony         | $856 085 151   |
| 8    | Mission: Impossible – Fallout            | Paramount    | $791 115 104   |
| 9    | Deadpool 2                               | Fox          | $743 546 611   |
| 10   | Fantastiska vidunder: Grindelwalds brott | Warner Bros. | $654 855 901   |

## Händelser
- 7 januari – Golden Globe-galan
- 11 januari – Critics' Choice Movie Awards
- 21 januari – Screen Actors Guild Awards
- 22 januari – Guldbaggegalan
- 11 februari – Satellite Awards
- 18 februari – BAFTA-galan
- 3 mars – Razziegalan
- 4 mars – Oscarsgalan
- 9–20 maj – Filmfestivalen i Cannes

## Årets filmer
#
- 12 Strong
- 3 kvinnor
- 7 uczuc

A
- Adrift
- After
- Ahlat ağacı
- Ailecek Saskiniz
- Ailos resa
- Aldrig mer
- Alla vet
- Alpha
- Amanda
- Amatörer
- Amazing Grace
- Amusement Park
- And Breathe Normally
- Anders, jag och hans 23 andra kvinnor
- Aniara
- Ant-Man and the Wasp
- Antropocen – människans epok
- Aquaman
- Arctic
- Asterix: Den magiska drycken
- Avengers: Infinity War

B
- Baaghi 2
- Bad Times at the El Royale
- Badhaai Ho
- Bamse och dunderklockan
- Barbie
- Beast
- Beautiful Boy
- Ben Is Back
- Bergman – ett år, ett liv
- Biet Maya – På nya honungsäventyr
- The Biggest Little Farm
- Bird Box
- Birds of Passage
- Black Panther
- Blaze
- Blindspotting
- Blockers
- Blue Note Records: Beyond the Notes
- Bohemian Rhapsody
- Book Club
- Boys Cry
- Brevbäraren som byggde ett palats
- Bränd
- Bumblebee

C
- Carmen & Lola
- Chelas arv
- Christoffer Robin & Nalle Puh
- Claire Darling
- Climax
- The Cold Blue
- Cold War
- Colette
- A Colony
- The Commuter
- Creed II
- Cyrano och jag

D
- Dansa först
- The Darkest Minds
- Deadpool 2
- Death Wish
- De osynliga
- Den blomstertid nu kommer
- Den of Thieves
- Den siste gentlemannen
- Den skyldige
- Den tiden på året
- Den tysta revolutionen
- Destroyer
- Dhadak
- Diamantino
- Dog Days
- Dogman
- Don't Worry, He Won't Get Far on Foot
- Dumplin'

E
- El Ángel
- En armé av älskande
- En bra vecka för demokratin
- En heavy resa
- En kniv i hjärtat
- En kvinna bland män
- Ensamma i rymden
- The Equalizer 2
- Escape Plan 2: Hades
- Ett veck i tiden
- Every Day

F
- Fabriken
- Fakiren som fastnade i ett skåp
- Fantastiska vidunder: Grindelwalds brott
- The Favourite
- Felix på vilda äventyr
- Fenix
- Fifty Shades Freed
- First Man
- The First Purge
- Flotten
- Flykten från DDR
- Free Solo
- The Front Runner

G
- The Game Changers
- Game Night
- Ghostland
- Girl
- The Girl in the Spider's Web
- Girls of the Sun
- Goliat
- Green Book
- Greta
- Grinchen
- Gringo
- Grottmannen Dug
- Gräns
- Gudrun – konsten att vara människa
- Guernseys litteratur- och potatisskalspajssällskap

H
- Halloween
- Halvdan Viking
- Hamada
- Hand in Hand
- The Happytime Murders
- Helan & Halvan
- Hell Fest
- Hereditary
- High Life
- Hjärtat
- Hjärtelandet
- Hodjas flygande matta
- Holiday
- Holmes & Watson
- Horse Soldiers
- Hotel Artemis
- Hotel Mumbai
- Hotell Transylvanien 3: En monstersemester
- The House That Jack Built
- The Hummingbird Project
- Hunter Killer
- The Hurricane Heist
- Händelser i Ydre

I
- I Can Only Imagine
- I Feel Pretty
- I guds namn
- I trygga händer
- If Beale Street Could Talk
- In Fabric
- In i dimman
- Innan vintern kommer
- Insidious: The Last Key
- Instant Family
- The Irishman
- Isle of Dogs

J
- Jimmie
- Johnny English Strikes Again
- Juliet, Naked
- Jurassic World: Fallen Kingdom
- Južni Vetar

K
- Kapernaum
- The Kindergarten Teacher
- King of Thieves
- Klara Ko och äppeltjuven
- Kler
- Kobiety mafii
- Kursk
- Kusama – Infinity
- Kvinnan som glömde sitt förflutna
- Kärlek på hjul

L
- LasseMajas Detektivbyrå – Det första mysteriet
- Leave No Trace
- Leslie brinner
- Leva. Älska
- Life Itself
- Lof mér að falla
- Lords of Chaos
- Los Bando
- Love, Simon
- Lucia's Grace
- Lycklig som Lazzaro
- Lyckligare kan ingen vara
- Lyrro – Ut & invandrarna

M
- Magnetic
- Mamma Mia! Here We Go Again
- The Man Who Bought the Moon
- The Man Who Killed Don Quixote
- Mannen som lekte med elden
- Maquia: When the Promised Flower Blooms
- Maria Magdalena
- Mary Poppins kommer tillbaka
- Mary Queen of Scots
- Maze Runner: The Death Cure
- McQueen
- The Meg
- Mellan raderna
- The Mercy
- Mid90s
- Midnight Sun
- Miraï, min lillasyster
- The Miseducation of Cameron Post
- Mission: Impossible – Fallout
- Mortal Engines
- The Mule
- Mästerdetektiven Sherlock Gnomes
- Müslüm

N
- Naken i Normandie
- Network
- Never Look Away
- Night Comes On
- Night School
- The Nightingale
- Nothing Like a Dame
- The Nun
- När fjärilarna kommer
- När livet vänder
- Nötknäpparen och de fyra världarna

O
- Ocean's 8
- Olavi Virta – En oförglömlig röst
- Operation Ragnarök
- Overlord

P
- Pacific Rim: Uprising
- The Pact
- Padman
- Pearl
- Pelle Kanin
- Peppermint
- Pettson och Findus – Findus flyttar hemifrån
- Pitbull. Ostatni pies
- Ploey – Ett vinteräventyr
- Podatek od milosci
- The Predator
- Puzzle

Q
- A Quiet Place

R
- Ramen Shop
- Rampage
- RBG
- Ready Player One
- Red Joan
- Red Sparrow
- Rekonstruktion Utøya
- Robin Hood
- Roma
- Rutiga ninjan
- Röjar-Ralf kraschar internet
- Rött kort

S
- Sanju
- Searching
- Second Act
- Shoplifters
- Show Dogs
- Sicario 2: Soldado
- A Simple Favor
- Sir
- The Sisters Brothers
- Sivandivan
- Skyscraper
- Slender Man
- Smallfoot
- Småkryp 2 – Äventyr i Karibien
- Solo: A Star Wars Story
- Sonja
- Sorry to Bother You
- Spider-Man: Into the Spider-Verse
- A Star Is Born
- Stockholm
- The Strangers: Prey at Night
- Studio 54
- Stupid Young Heart
- Sune vs Sune
- Sunset
- Superhjältarna 2
- Suspiria

T
- Tag
- Ted – För kärlekens skull
- Teen Spirit
- Tel Aviv on Fire
- Tell It to the Bees
- They Shall Not Grow Old
- Thugs of Hindostan
- Tito och fåglarna
- Tomb Raider
- Toppen av ingenting
- Transit
- Truth or Dare
- Trädgårdsfesten
- Tully
- Tårtgeneralen

U
- Under en öppen himmel
- Under the Silver Lake
- Unga Astrid
- Uppsalakidnappningen
- Utrikesministern
- Utøya 22 juli

V
- Varghunden
- Venom
- Vice
- Videomannen
- Vincent van Gogh – Vid evighetens port
- Vox Lux

W
- We the Animals
- We Will Be Young and Beautiful
- Welcome to Marwen
- White Boy Rick
- Whitney
- Why Are We Creative?
- Widows
- Wild Rose
- Winchester: House of Ghosts
- Woman at War

X
- X&Y

Y
- Yao

## Svenska biopremiärer
Filmer som hade premiär i Sverige under 2018.
| Sverigepremiärer 2018 | Sverigepremiärer 2018 | Sverigepremiärer 2018                              | Sverigepremiärer 2018                              | Sverigepremiärer 2018 | Sverigepremiärer 2018                                | Sverigepremiärer 2018 |
| Datum                 | Datum                 | Titel                                              | Land                                               | Regi och medverkande | Genre                                                | Ref                   |
| --------------------- | --------------------- | -------------------------------------------------- | -------------------------------------------------- | --- | ---------------------------------------------------- | --------------------- |
| J A N U A R I         | 3                     | Pitch Perfect 3                                    | USA                                                | Regi: Trish Sie; Med: Anna Kendrick, Hailee Steinfeld, Elizabeth Banks, Brittany Snow, Anna Camp, Rebel Wilson | Komedi, Musik                                        | [ 2 ] [ 3 ]           |
| J A N U A R I         | 3                     | Ted – För kärlekens skull                          | Sverige                                            | Regi: Hannes Holm; Med: Adam Pålsson, Peter Viitanen, Happy Jankell, Lotta Ramel, Maria Kulle, Johan Hedenberg, Jonas Karlsson | Biografi, Drama, Musik                               | [ 4 ] [ 5 ]           |
| J A N U A R I         | 5                     | Gisslan                                            | Georgien · Ryssland · Polen                        | Regi: Rezo Gigineishvili; Med: Irakli Kvirikadze, Tinatin Dalakishvili, Avtandil Makharadze | Drama                                                | [ 6 ] [ 7 ]           |
| J A N U A R I         | 5                     | Insidious: The Last Key                            | Kanada · USA                                       | Regi: Adam Robitel; Med: Lin Shaye, Angus Sampson, Leigh Whannell, Spencer Locke, Kirk Acevedo, Bruce Davison | Skräck, Thriller                                     | [ 8 ] [ 9 ]           |
| J A N U A R I         | 5                     | The Party                                          | Storbritannien                                     | Regi: Sally Potter; Med: Patricia Clarkson, Bruno Ganz, Cherry Jones, Emily Mortimer, Cillian Murphy, Kristin Scott Thomas, Timothy Spall | Komedi                                               | [ 10 ] [ 11 ]         |
| J A N U A R I         | 12                    | The Commuter                                       | USA · Storbritannien                               | Regi: Jaume Collet-Serra; Med: Liam Neeson, Vera Farmiga, Patrick Wilson, Jonathan Banks, Elizabeth McGovern, Sam Neill | Action, Kriminal, Thriller                           | [ 12 ] [ 13 ]         |
| J A N U A R I         | 12                    | Three Billboards Outside Ebbing, Missouri          | Storbritannien · USA                               | Regi: Martin McDonagh; Med: Frances McDormand, Woody Harrelson, Sam Rockwell, John Hawkes, Peter Dinklage | Deckare, Drama, Komedi, Thriller                     | [ 14 ] [ 15 ]         |
| J A N U A R I         | 12                    | Wind River                                         | USA                                                | Regi: Taylor Sheridan; Med: Jeremy Renner, Elizabeth Olsen, Gil Birmingham, Graham Greene | Thriller                                             | [ 16 ] [ 17 ]         |
| J A N U A R I         | 19                    | Djungelgänget                                      | Frankrike                                          | Regi: David Alaux | Animerat, Familj, Äventyr                            | [ 18 ] [ 19 ]         |
| J A N U A R I         | 19                    | Downsizing                                         | USA                                                | Regi: Alexander Payne; Med: Matt Damon, Christoph Waltz, Hong Chau, Jason Sudeikis, Kristen Wiig, Rolf Lassgård | Drama, Komedi, Sci-Fi                                | [ 20 ] [ 21 ]         |
| J A N U A R I         | 19                    | Katie Says Goodbye                                 | USA · Frankrike                                    | Regi: Wayne Roberts; Med: Olivia Cooke, Mireille Enos, Christopher Abbott, Mary Steenburgen, James Belushi, Keir Gilchrist, Chris Lowell | Drama                                                | [ 22 ] [ 23 ]         |
| J A N U A R I         | 19                    | Molly's Game                                       | USA · Kina                                         | Regi: Aaron Sorkin; Med: Jessica Chastain, Idris Elba, Kevin Costner, Michael Cera, Jeremy Strong, Chris O'Dowd, Bill Camp | Drama, Kriminal                                      | [ 24 ] [ 25 ]         |
| J A N U A R I         | 19                    | Steg för steg                                      | Frankrike                                          | Regi: Grand Corps Malade & Mehdi Idir; Med: Pablo Pauly, Soufiane Guerrab, Moussa Mansaly, Nailia Harzoune, Franck Falise, Yannick Renier | Drama                                                | [ 26 ] [ 27 ]         |
| J A N U A R I         | 26                    | All the Money in the World                         | USA                                                | Regi: Ridley Scott; Med: Michelle Williams, Christopher Plummer, Mark Wahlberg, Romain Duris | Biografi, Drama, Kriminal                            | [ 28 ] [ 29 ]         |
| J A N U A R I         | 26                    | Maze Runner: The Death Cure                        | USA                                                | Regi: Wes Ball; Med: Dylan O'Brien, Kaya Scodelario, Thomas Sangster, Nathalie Emmanuel, Giancarlo Esposito, Aidan Gillen, Walton Goggins, Ki Hong Lee, Barry Pepper, Will Poulter, Patricia Clarkson | Action, Mysterium, Sci-Fi, Thriller, Ungdom, Äventyr | [ 30 ] [ 31 ]         |
| J A N U A R I         | 26                    | The Post                                           | USA                                                | Regi: Steven Spielberg; Med: Meryl Streep, Tom Hanks, Sarah Paulson, Bob Odenkirk, Tracy Letts, Bradley Whitford, Bruce Greenwood, Matthew Rhys | Drama, Historik                                      | [ 32 ] [ 33 ]         |
| J A N U A R I         | 26                    | Wonderstruck                                       | USA                                                | Regi: Todd Haynes; Med: Oakes Fegley, Julianne Moore, Michelle Williams, Millicent Simmonds | Drama, Mysterium                                     | [ 34 ] [ 35 ]         |
| F E B R U A R I       | 2                     | Coco                                               | USA                                                | Regi: Lee Unkrich; Med: Gael García Bernal, Benjamin Bratt, Renee Victor, Anthony Gonzalez | Animerat, Äventyr, Komedi                            | [ 36 ] [ 37 ]         |
| F E B R U A R I       | 2                     | Darkest Hour                                       | USA · Storbritannien · Kina                        | Regi: Joe Wright; Med: Gary Oldman, Ben Mendelsohn, Kristin Scott Thomas, Lily James, Stephen Dillane, Ronald Pickup | Biografi, Drama, Krig                                | [ 38 ] [ 39 ]         |
| F E B R U A R I       | 2                     | Euphoria                                           | Sverige · Storbritannien · Tyskland                | Regi: Lisa Langseth; Med: Alicia Vikander, Eva Green, Charles Dance, Charlotte Rampling, Adrian Lester, Mark Stanley | Drama                                                | [ 40 ] [ 41 ]         |
| F E B R U A R I       | 2                     | Winchester: House of Ghosts                        | Australien · USA                                   | Regi: Michael Spierig & Peter Spierig; Med: Helen Mirren, Jason Clarke, Sarah Snook, Angus Sampson | Skräck, Thriller                                     | [ 42 ] [ 43 ]         |
| F E B R U A R I       | 9                     | The Death of Stalin                                | Frankrike · Kanada · Belgien · Storbritannien      | Regi: Armando Iannucci; Med: Steve Buscemi, Simon Russell Beale, Paddy Considine, Rupert Friend, Jason Isaacs, Michael Palin, Andrea Riseborough, Jeffrey Tambor | Komedi                                               | [ 44 ] [ 45 ]         |
| F E B R U A R I       | 9                     | The Disaster Artist                                | USA                                                | Regi: James Franco; Med: Dave Franco, James Franco, Seth Rogen, Alison Brie, Ari Graynor, Josh Hutcherson, Jacki Weaver | Biografi, Drama, Komedi                              | [ 46 ] [ 47 ]         |
| F E B R U A R I       | 9                     | En fantastisk kvinna                               | Chile · Tyskland · Spanien · USA                   | Regi: Sebastián Lelio; Med: Daniela Vega, Francisco Reyes | Drama                                                | [ 48 ] [ 49 ]         |
| F E B R U A R I       | 9                     | Fifty Shades Freed                                 | USA                                                | Regi: James Foley; Med: Dakota Johnson, Jamie Dornan, Eric Johnson, Rita Ora, Luke Grimes, Victor Rasuk, Jennifer Ehle, Marcia Gay Harden | Drama, Erotik, Romantik                              | [ 50 ] [ 51 ]         |
| F E B R U A R I       | 9                     | The Florida Project                                | USA                                                | Regi: Sean Baker; Med: Willem Dafoe, Brooklynn Prince, Bria Vinaite, Valeria Cotto, Christopher Rivera, Caleb Landry Jones | Drama                                                | [ 52 ] [ 53 ]         |
| F E B R U A R I       | 9                     | Happy End                                          | Frankrike · Österrike · Tyskland                   | Regi: Michael Haneke; Med: Isabelle Huppert, Jean-Louis Trintignant, Mathieu Kassovitz, Fantine Harduin, Franz Rogowski, Laura Verlinden, Toby Jones | Drama                                                | [ 54 ] [ 55 ]         |
| F E B R U A R I       | 14                    | Black Panther                                      | USA                                                | Regi: Ryan Coogler; Med: Chadwick Boseman, Michael B. Jordan, Lupita Nyong'o, Danai Gurira, Martin Freeman, Daniel Kaluuya, Letitia Wright, Winston Duke, Angela Bassett, Forest Whitaker, Andy Serkis | Action, Sci-Fi, Äventyr                              | [ 56 ] [ 57 ]         |
| F E B R U A R I       | 14                    | Hjärtat                                            | Sverige                                            | Regi: Fanni Metelius; Med: Fanni Metelius, Ahmed Berhan, Leona Axelsen, Daniella Mir, Suzanne Reuter, Claes Hartelius, Mia Ray | Drama                                                | [ 58 ] [ 59 ]         |
| F E B R U A R I       | 14                    | The Shape of Water                                 | USA                                                | Regi: Guillermo del Toro; Med: Sally Hawkins, Michael Shannon, Richard Jenkins, Doug Jones, Michael Stuhlbarg, Octavia Spencer | Drama, Fantasy, Romantik                             | [ 60 ] [ 61 ]         |
| F E B R U A R I       | 16                    | Agatha – granndetektiven                           | Danmark · Sverige                                  | Regi: Karla von Bengtson | Animerat, Familj                                     | [ 62 ] [ 63 ]         |
| F E B R U A R I       | 16                    | Insyriated                                         | Belgien · Frankrike · Libanon                      | Regi: Philippe Van Leeuw; Med: Hiam Abbass, Diamand Bou Abboud, Juliette Navis | Drama                                                | [ 64 ] [ 65 ]         |
| F E B R U A R I       | 16                    | La familia                                         | Venezuela · Chile · Norge                          | Regi: Gustavo Rondón Córdova; Med: Giovanni García, Reggie Reyes | Drama                                                | [ 66 ] [ 67 ]         |
| F E B R U A R I       | 21                    | Pelle Kanin                                        | USA · Australien                                   | Regi: Will Gluck; Med: Rose Byrne, Domhnall Gleeson, Sam Neill, Daisy Ridley, Elizabeth Debicki, Sia, Margot Robbie, James Corden | Animerat, Familj, Fantasy, Komedi, Äventyr           | [ 68 ] [ 69 ]         |
| F E B R U A R I       | 23                    | Den of Thieves                                     | USA                                                | Regi: Christian Gudegast; Med: Gerard Butler, Pablo Schreiber, O'Shea Jackson Jr., Curtis "50 Cent" Jackson | Action, Kriminal, Thriller                           | [ 70 ] [ 71 ]         |
| F E B R U A R I       | 23                    | Every Day                                          | USA                                                | Regi: Michael Sucsy; Med: Angourie Rice, Maria Bello, Debby Ryan, Jacob Batalon, Justice Smith, Lucas Jade Zumann, Owen Teague, Jake Sim | Drama, Romantik                                      | [ 72 ] [ 73 ]         |
| F E B R U A R I       | 23                    | Innan vintern kommer                               | Sverige                                            | Regi: Stefan Jarl; Med: Eva Röse, Peter Andersson, Henrik Norlén, Joel Spira, Valter Skarsgård, Wilhelm Abraham | Drama                                                | [ 74 ] [ 75 ]         |
| F E B R U A R I       | 23                    | Phantom Thread                                     | USA                                                | Regi: Paul Thomas Anderson; Med: Daniel Day-Lewis, Lesley Manville, Vicky Krieps | Drama, Romantik                                      | [ 76 ] [ 77 ]         |
| F E B R U A R I       | 23                    | Wonder                                             | USA · Hongkong                                     | Regi: Stephen Chbosky; Med: Julia Roberts, Owen Wilson, Jacob Tremblay, Izabela Vidovic, Mandy Patinkin, Daveed Diggs | Drama                                                | [ 78 ] [ 79 ]         |
| F E B R U A R I       | 28                    | Game Night                                         | USA                                                | Regi: John Francis Daley & Jonathan Goldstein; Med: Jason Bateman, Rachel McAdams, Billy Magnussen, Sharon Horgan, Lamorne Morris, Kylie Bunbury, Jesse Plemons, Michael C. Hall, Kyle Chandler | Komedi, Mysterium, Thriller                          | [ 80 ] [ 81 ]         |
| M A R S               | 2                     | Red Sparrow                                        | USA                                                | Regi: Francis Lawrence; Med: Jennifer Lawrence, Joel Edgerton, Matthias Schoenaerts, Charlotte Rampling, Mary-Louise Parker, Jeremy Irons | Thriller                                             | [ 82 ] [ 83 ]         |
| M A R S               | 2                     | Utan nåd                                           | Tyskland · Frankrike                               | Regi: Fatih Akın; Med: Diane Kruger, Denis Moschitto, Johannes Krisch, Samia Muriel Chancrin, Numan Acar | Drama                                                | [ 84 ] [ 85 ]         |
| M A R S               | 7                     | Tårtgeneralen                                      | Sverige                                            | Regi: Filip Hammar & Fredrik Wikingsson; Med: Mikael Persbrandt, Helena Bergström, Agnes Lindström Bolmgren, Tomas von Brömssen | Komedi                                               | [ 86 ] [ 87 ]         |
| M A R S               | 8                     | Lady Bird                                          | USA                                                | Regi: Greta Gerwig; Med: Saoirse Ronan, Laurie Metcalf, Tracy Letts, Lucas Hedges, Timothée Chalamet, Beanie Feldstein, Stephen McKinley Henderson, Lois Smith | Drama, Komedi, Ungdom                                | [ 88 ] [ 89 ]         |
| M A R S               | 9                     | 12 Strong                                          | USA                                                | Regi: Nicolai Fuglsig; Med: Chris Hemsworth, Michael Shannon, Michael Peña, Trevante Rhodes | Drama, Krig                                          | [ 90 ] [ 91 ]         |
| M A R S               | 9                     | C'est la vie!                                      | Frankrike · Belgien · Kanada                       | Regi: Olivier Nakache & Éric Toledano; Med: Jean-Pierre Bacri, Gilles Lellouche, Jean-Paul Rouve, Vincent Macaigne, Alban Ivanov | Komedi                                               | [ 92 ] [ 93 ]         |
| M A R S               | 9                     | Huset vid havet                                    | Frankrike                                          | Regi: Robert Guédiguian; Med: Ariane Ascaride, Jean-Pierre Darroussin, Gérard Meylan, Jacques Boudet, Anaïs Demoustier, Robinson Stévenin | Drama                                                | [ 94 ] [ 95 ]         |
| M A R S               | 9                     | Jeune Femme                                        | Frankrike                                          | Regi: Léonor Serraille; Med: Laetitia Dosch, Souleymane Seye Ndiaye, Grégoire Monsaingeon | Drama                                                | [ 96 ] [ 97 ]         |
| M A R S               | 9                     | Vad ska folk säga?                                 | Norge · Sverige                                    | Regi: Iram Haq; Med: Maria Mozhdah, Adil Hussain | Drama                                                | [ 98 ] [ 99 ]         |
| M A R S               | 16                    | Amatörer                                           | Sverige                                            | Regi: Gabriela Pichler; Med: Zahraa Aldoujaili, Yara Aliadotter, Fredrik Dahl | Komedi                                               | [ 100 ] [ 101 ]       |
| M A R S               | 16                    | The Deminer                                        | Sverige                                            | Regi: Hogir Hirori | Dokumentär                                           | [ 102 ] [ 103 ]       |
| M A R S               | 16                    | En sista semester                                  | Italien · Frankrike                                | Regi: Paolo Virzì; Med: Donald Sutherland, Helen Mirren, Christian McKay, Janel Moloney, Dana Ivey, Dick Gregory | Drama, Komedi                                        | [ 104 ] [ 105 ]       |
| M A R S               | 16                    | I, Tonya                                           | USA                                                | Regi: Craig Gillespie; Med: Margot Robbie, Sebastian Stan, Allison Janney, Julianne Nicholson, Bobby Cannavale | Biografi, Drama, Komedi, Sport                       | [ 106 ] [ 107 ]       |
| M A R S               | 16                    | Tomb Raider                                        | USA · Storbritannien                               | Regi: Roar Uthaug; Med: Alicia Vikander, Walton Goggins, Daniel Wu, Dominic West | Action, Äventyr                                      | [ 108 ] [ 109 ]       |
| M A R S               | 16                    | Toppen av ingenting                                | Sverige                                            | Regi: Måns Månsson & Axel Petersén; Med: Léonore Ekstrand, Christer Levin, Christian Saldert, Olof Rhodin, Carl Johan Merner, Don Bennechi | Drama                                                | [ 110 ] [ 111 ]       |
| M A R S               | 23                    | Battle of the Sexes                                | USA · Storbritannien                               | Regi: Jonathan Dayton & Valerie Faris; Med: Emma Stone, Steve Carell, Sarah Silverman, Bill Pullman, Alan Cumming, Elisabeth Shue, Austin Stowell, Eric Christian Olsen | Biografi, Drama, Komedi, Sport                       | [ 112 ] [ 113 ]       |
| M A R S               | 23                    | Eldprovet                                          | Frankrike · Belgien                                | Regi: Yvan Attal; Med: Daniel Auteuil, Camélia Jordana | Komedi                                               | [ 114 ] [ 115 ]       |
| M A R S               | 23                    | Grottmannen Dug                                    | Frankrike · Storbritannien                         | Regi: Nick Park; Med: Eddie Redmayne, Tom Hiddleston, Maisie Williams, Timothy Spall | Animerat, Familj, Komedi, Äventyr                    | [ 116 ] [ 117 ]       |
| M A R S               | 23                    | Maria Magdalena                                    | Storbritannien · Australien · USA                  | Regi: Garth Davis; Med: Rooney Mara, Joaquin Phoenix, Chiwetel Ejiofor, Tahar Rahim | Drama                                                | [ 118 ] [ 119 ]       |
| M A R S               | 23                    | Pacific Rim: Uprising                              | USA · Kina                                         | Regi: Steven S. DeKnight; Med: John Boyega, Scott Eastwood, Cailee Spaeny, Charlie Day, Burn Gorman, Jing Tian, Adria Arjona, Rinko Kikuchi | Action, Sci-Fi, Thriller                             | [ 120 ] [ 121 ]       |
| M A R S               | 23                    | The Strangers: Prey at Night                       | USA                                                | Regi: Johannes Roberts; Med: Christina Hendricks, Martin Henderson, Bailee Madison, Lewis Pullman | Skräck                                               | [ 122 ] [ 123 ]       |
| M A R S               | 28                    | Den otroliga historien om det jättestora päronet   | Danmark                                            | Regi: Amalie Næsby Fick, Jørgen Lerdam & Philip Einstein Lipski | Animerat, Familj, Äventyr                            | [ 124 ] [ 125 ]       |
| M A R S               | 28                    | Midnight Sun                                       | USA                                                | Regi: Scott Speer; Med: Bella Thorne, Patrick Schwarzenegger, Rob Riggle, Quinn Shephard | Drama, Romantik                                      | [ 126 ] [ 127 ]       |
| M A R S               | 28                    | Ready Player One                                   | USA                                                | Regi: Steven Spielberg; Med: Tye Sheridan, Olivia Cooke, Ben Mendelsohn, T.J. Miller, Simon Pegg, Mark Rylance | Action, Sci-Fi, Äventyr                              | [ 128 ] [ 129 ]       |
| M A R S               | 30                    | Dubbelt begär                                      | Frankrike · Belgien                                | Regi: François Ozon; Med: Marine Vacth, Jérémie Renier, Jacqueline Bisset | Drama, Romantik, Thriller                            | [ 130 ] [ 131 ]       |
| M A R S               | 30                    | Gringo                                             | USA · Australien                                   | Regi: Nash Edgerton; Med: David Oyelowo, Charlize Theron, Joel Edgerton, Amanda Seyfried, Thandie Newton, Sharlto Copley | Action, Komedi                                       | [ 132 ] [ 133 ]       |
| M A R S               | 30                    | The Mercy                                          | Frankrike · Storbritannien                         | Regi: James Marsh; Med: Colin Firth, Rachel Weisz, David Thewlis, Ken Stott | Biografi, Drama                                      | [ 134 ] [ 135 ]       |
| M A R S               | 30                    | Som en dans                                        | Storbritannien                                     | Regi: Richard Loncraine; Med: Imelda Staunton, Timothy Spall, Celia Imrie, Joanna Lumley, David Hayman, John Sessions, Josie Lawrence | Drama, Komedi, Romantik                              | [ 136 ] [ 137 ]       |
| A P R I L             | 6                     | Blockers                                           | USA                                                | Regi: Kay Cannon; Med: John Cena, Leslie Mann, Ike Barinholtz, Kathryn Newton, Graham Phillips, June Diane Raphael, Hannibal Buress, Sarayu Blue | Komedi                                               | [ 138 ] [ 139 ]       |
| A P R I L             | 6                     | A Quiet Place                                      | USA                                                | Regi: John Krasinski; Med: Emily Blunt, John Krasinski | Drama, Skräck, Thriller                              | [ 140 ] [ 141 ]       |
| A P R I L             | 6                     | Saknaden                                           | Ryssland · Frankrike · Tyskland · Belgien · USA    | Regi: Andrej Zvjagintsev; Med: Maryana Spivak, Aleksey Rozin, Matvey Novikov, Marina Vasileva, Andris Keiss | Drama                                                | [ 142 ] [ 143 ]       |
| A P R I L             | 13                    | Bakom masken                                       | Frankrike · Kanada                                 | Regi: Albert Dupontel; Med: Nahuel Pérez Biscayart, Albert Dupontel, Laurent Lafitte, Niels Arestrup, Mélanie Thierry | Drama                                                | [ 144 ] [ 145 ]       |
| A P R I L             | 13                    | Death Wish                                         | USA                                                | Regi: Eli Roth; Med: Bruce Willis, Vincent D'Onofrio, Elisabeth Shue, Dean Norris, Kimberly Elise | Action, Deckare, Drama                               | [ 146 ] [ 147 ]       |
| A P R I L             | 13                    | Gruppen                                            | Frankrike                                          | Regi: Laurent Cantet; Med: Marina Foïs, Matthieu Lucci | Drama                                                | [ 148 ] [ 149 ]       |
| A P R I L             | 13                    | Jimmie                                             | Sverige                                            | Regi: Jesper Ganslandt; Med: Hunter Louise Ganslandt, Jesper Ganslandt, Christopher Wagelin, Anna Littorin, Ellen Sarri Littorin | Drama                                                | [ 150 ] [ 151 ]       |
| A P R I L             | 13                    | Mot solnedgången                                   | Japan · Frankrike                                  | Regi: Naomi Kawase; Med: Masatoshi Nagase, Ayame Misaki | Drama                                                | [ 152 ] [ 153 ]       |
| A P R I L             | 13                    | Rampage                                            | USA                                                | Regi: Brad Peyton; Med: Dwayne Johnson, Naomie Harris, Malin Åkerman, Joe Manganiello, Jake Lacy, Marley Shelton, Jeffrey Dean Morgan | Action, Sci-Fi, Äventyr                              | [ 154 ] [ 155 ]       |
| A P R I L             | 20                    | Ett veck i tiden                                   | USA                                                | Regi: Ava DuVernay; Med: Oprah Winfrey, Reese Witherspoon, Mindy Kaling, Storm Reid, Zach Galifianakis, Chris Pine | Familj, Fantasy, Äventyr                             | [ 156 ] [ 157 ]       |
| A P R I L             | 20                    | Mästerdetektiven Sherlock Gnomes                   | Storbritannien · USA                               | Regi: John Stevenson; Med: James McAvoy, Emily Blunt, Chiwetel Ejiofor, Mary J. Blige, Johnny Depp | Animerat, Komedi, Äventyr                            | [ 158 ] [ 159 ]       |
| A P R I L             | 20                    | Truth or Dare                                      | USA                                                | Regi: Jeff Wadlow; Med: Lucy Hale, Tyler Posey, Violett Beane, Hayden Szeto, Landon Liboiron | Skräck, Thriller                                     | [ 160 ] [ 161 ]       |
| A P R I L             | 25                    | Avengers: Infinity War                             | USA                                                | Regi: Bröderna Russo; Med: Robert Downey Jr., Chris Hemsworth, Mark Ruffalo, Chris Evans, Scarlett Johansson, Don Cheadle, Benedict Cumberbatch, Tom Holland, Chadwick Boseman, Zoë Saldaña, Karen Gillan, Tom Hiddleston, Paul Bettany, Elizabeth Olsen, Anthony Mackie, Sebastian Stan, Idris Elba, Danai Gurira, Peter Dinklage, Benedict Wong, Pom Klementieff, Dave Bautista, Vin Diesel, Bradley Cooper, Gwyneth Paltrow, Benicio del Toro, Josh Brolin, Chris Pratt | Action, Fantasy, Sci-Fi, Äventyr                     | [ 162 ] [ 163 ]       |
| A P R I L             | 27                    | Händelser i Ydre                                   | Sverige                                            | Regi: Alexander Rynéus, Malla Grapengiesser & Per Bifrost | Dokumentär                                           | [ 164 ] [ 165 ]       |
| A P R I L             | 27                    | The Journey                                        | USA · Storbritannien                               | Regi: Nick Hamm; Med: Timothy Spall, Colm Meaney, Freddie Highmore, Toby Stephens, Catherine McCormack, John Hurt | Drama                                                | [ 166 ] [ 167 ]       |
| A P R I L             | 27                    | Tredje mordet                                      | Japan                                              | Regi: Hirokazu Kore-eda; Med: Masaharu Fukuyama, Kôji Yakusho, Suzu Hirose | Thriller                                             | [ 168 ] [ 169 ]       |
| A P R I L             | 27                    | You Were Never Really Here                         | Frankrike · Storbritannien · USA                   | Regi: Lynne Ramsay; Med: Joaquin Phoenix, Ekaterina Samsonov, Alex Manette, John Doman, Judith Roberts | Drama, Mysterium, Thriller                           | [ 170 ] [ 171 ]       |
| M A J                 | 4                     | Det var en gång i Tyskland...                      | Tyskland · Luxemburg · Belgien                     | Regi: Sam Garbarski; Med: Moritz Bleibtreu, Antje Traue | Drama, Komedi, Krig                                  | [ 172 ] [ 173 ]       |
| M A J                 | 4                     | Ghostland                                          | Frankrike · Kanada                                 | Regi: Pascal Laugier; Med: Crystal Reed, Anastasia Phillips, Emilia Jones, Mylène Farmer | Skräck                                               | [ 174 ] [ 175 ]       |
| M A J                 | 4                     | Guernseys litteratur- och potatisskalspajssällskap | Frankrike · Storbritannien · USA                   | Regi: Mike Newell; Med: Lily James, Michiel Huisman, Glen Powell, Jessica Brown Findlay, Katherine Parkinson, Matthew Goode, Tom Courtenay, Penelope Wilton | Drama                                                | [ 176 ] [ 177 ]       |
| M A J                 | 4                     | The Hurricane Heist                                | USA                                                | Regi: Rob Cohen; Med: Toby Kebbell, Maggie Grace, Ryan Kwanten, Melissa Bolona, Ralph Ineson | Action, Thriller                                     | [ 178 ] [ 179 ]       |
| M A J                 | 4                     | Isle of Dogs                                       | Tyskland · USA                                     | Regi: Wes Anderson; Med: Bryan Cranston, Edward Norton, Bill Murray, Jeff Goldblum, Kunichi Nomura, Ken Watanabe, Greta Gerwig, Frances McDormand, Courtney B. Vance, Fisher Stevens, Nijiro Murakami, Harvey Keitel, Koyu Rankin, Liev Schreiber, Bob Balaban, Scarlett Johansson, Tilda Swinton, Akira Ito, Akira Takayama, F. Murray Abraham, Yôjirô Noda, Mari Natsuki, Yoko Ono, Frank Wood                                                                           | Animerat, Komedi, Äventyr                            | [ 180 ] [ 181 ]       |
| M A J                 | 11                    | Allt du önskar kan du få                           | Italien                                            | Regi: Paolo Genovese; Med: Valerio Mastandrea, Marco Giallini, Alba Rohrwacher, Vittoria Puccini, Rocco Papaleo, Silvio Muccino, Silvia D'Amico, Vinicio Marchioni, Alessandro Borghi, Sabrina Ferilli, Giulia Lazzarini | Drama                                                | [ 182 ] [ 183 ]       |
| M A J                 | 11                    | M                                                  | Frankrike                                          | Regi: Sara Forestier; Med: Sara Forestier, Redouanne Harjane, Jean-Pierre Léaud | Drama                                                | [ 184 ] [ 185 ]       |
| M A J                 | 11                    | Utøya 22 juli                                      | Norge                                              | Regi: Erik Poppe; Med: Andrea Berntzen | Drama                                                | [ 186 ] [ 187 ]       |
| M A J                 | 15                    | Deadpool 2                                         | USA                                                | Regi: David Leitch; Med: Ryan Reynolds, Morena Baccarin, T.J. Miller, Leslie Uggams, Brianna Hildebrand, Stefan Kapicic, Zazie Beetz, Josh Brolin, Jack Kesy | Action, Komedi                                       | [ 188 ] [ 189 ]       |
| M A J                 | 18                    | Charmören                                          | Danmark · Sverige                                  | Regi: Milad Alami; Med: Ardalan Esmaili, Soho Rezanejad, Susan Taslimi, Lars Brygmann | Drama, Romantik, Thriller                            | [ 190 ] [ 191 ]       |
| M A J                 | 18                    | En bra vecka för demokratin                        | Sverige                                            | Regi: Cecilia Björk | Dokumentär                                           | [ 192 ] [ 193 ]       |
| M A J                 | 18                    | Tully                                              | USA                                                | Regi: Jason Reitman; Med: Charlize Theron, Mackenzie Davis, Mark Duplass, Ron Livingston | Drama, Komedi                                        | [ 194 ] [ 195 ]       |
| M A J                 | 23                    | Solo: A Star Wars Story                            | USA                                                | Regi: Ron Howard; Med: Alden Ehrenreich, Woody Harrelson, Emilia Clarke, Donald Glover, Thandie Newton, Phoebe Waller-Bridge, Joonas Suotamo, Paul Bettany | Action, Sci-Fi, Western, Äventyr                     | [ 196 ] [ 197 ]       |
| M A J                 | 25                    | Anders, jag och hans 23 andra kvinnor              | Sverige                                            | Regi: Nahid Persson Sarvestani | Dokumentär                                           | [ 198 ] [ 199 ]       |
| M A J                 | 25                    | Den excentriska domaren                            | Frankrike · Belgien                                | Regi: Yves Hinant & Jean Libon | Dokumentär                                           | [ 200 ] [ 201 ]       |
| M A J                 | 25                    | Goodbye Christopher Robin                          | Storbritannien                                     | Regi: Simon Curtis; Med: Domhnall Gleeson, Margot Robbie, Kelly Macdonald | Biografi, Drama                                      | [ 202 ] [ 203 ]       |
| M A J                 | 25                    | I Feel Pretty                                      | USA · Kina                                         | Regi: Abby Kohn & Marc Silverstein; Med: Amy Schumer, Michelle Williams, Emily Ratajkowski, Rory Scovel, Aidy Bryant, Busy Phillips, Tom Hopper, Naomi Campbell, Lauren Hutton | Komedi                                               | [ 204 ] [ 205 ]       |
| J U N I               | 1                     | Adrift                                             | USA                                                | Regi: Baltasar Kormákur; Med: Shailene Woodley, Sam Claflin | Drama, Romantik                                      | [ 206 ] [ 207 ]       |
| J U N I               | 1                     | Destination Europa                                 | Ungern · Sverige                                   | Regi: Kornél Mundruczó; Med: Merab Ninidze, Zsombor Jéger, Mónika Balsai, György Cserhalmi | Drama                                                | [ 208 ] [ 209 ]       |
| J U N I               | 1                     | LasseMajas Detektivbyrå – Det första mysteriet     | Sverige                                            | Regi: Josephine Bornebusch; Med: Ester Vuori, Frank Dorsin, Johan Rheborg, Katrin Sundberg, Tomas Norström, Lotta Tejle, Jonas Karlsson | Familj                                               | [ 210 ] [ 211 ]       |
| J U N I               | 1                     | Under the Tree                                     | Island · Frankrike                                 | Regi: Hafsteinn Gunnar Sigurðsson; Med: Steinþór Hróar Steinþórsson, Edda Björgvinsdóttir, Sigurður Sigurjónsson, Þorsteinn Bachmann | Drama                                                | [ 212 ] [ 213 ]       |
| J U N I               | 4                     | A Silent Voice                                     | Japan                                              | Regi: Naoko Yamada; Med: Miyu Irino, Saori Hayami, Aoi Yūki, Kenshō Ono, Yūki Kaneko, Yui Ishikawa, Megumi Han, Toshiyuki Toyonaga, Mayu Matsuoka | Animerat, Drama, Ungdom                              | [ 214 ] [ 215 ]       |
| J U N I               | 8                     | Jurassic World: Fallen Kingdom                     | Spanien · USA                                      | Regi: J.A. Bayona; Med: Chris Pratt, Bryce Dallas Howard, B.D. Wong, James Cromwell, Ted Levine, Justice Smith, Geraldine Chaplin, Daniella Pineda, Toby Jones, Rafe Spall, Jeff Goldblum | Action, Sci-Fi, Äventyr                              | [ 216 ] [ 217 ]       |
| J U N I               | 8                     | Kärlek över haven                                  | USA · Frankrike · Spanien                          | Regi: Wim Wenders; Med: Alicia Vikander, James McAvoy, Hakeemshady Mohamed, Alexander Siddig, Alex Hafner, Celyn Jones, Darian Martin, Charlotte Rampling | Drama, Romantik, Thriller                            | [ 218 ] [ 219 ]       |
| J U N I               | 8                     | McQueen                                            | Storbritannien                                     | Regi: Ian Bonhôte & Peter Ettedgui; Med: Alexander McQueen | Dokumentär                                           | [ 220 ] [ 221 ]       |
| J U N I               | 15                    | Love, Simon                                        | USA                                                | Regi: Greg Berlanti; Med: Nick Robinson, Katherine Langford, Alexandra Shipp, Jorge Lendeborg Jr., Miles Heizer, Keiynan Lonsdale, Logan Miller, Jennifer Garner, Josh Duhamel, Tony Hale | Drama, Romantik, Ungdom                              | [ 222 ] [ 223 ]       |
| J U N I               | 15                    | På Chesil Beach                                    | Storbritannien                                     | Regi: Dominic Cooke; Med: Saoirse Ronan, Billy Howle, Emily Watson, Anne-Marie Duff, Samuel West, Adrian Scarborough | Drama                                                | [ 224 ] [ 225 ]       |
| J U N I               | 20                    | Den blomstertid nu kommer                          | Sverige                                            | Regi: Crazy Pictures; Med: Christoffer Nordenrot, Lisa Henni, Jesper Barkselius, Pia Halvorsen | Thriller                                             | [ 226 ] [ 227 ]       |
| J U N I               | 27                    | Ocean's 8                                          | USA                                                | Regi: Gary Ross; Med: Sandra Bullock, Cate Blanchett, Anne Hathaway, Mindy Kaling, Sarah Paulson, Awkwafina, Rihanna, Helena Bonham Carter | Drama, Komedi, Kriminal, Thriller                    | [ 228 ] [ 229 ]       |
| J U N I               | 29                    | Biet Maya – På nya honungsäventyr                  | Tyskland · Australien                              | Regi: Noel Cleary, Sergio Delfino & Alexs Stadermann; Med: Coco Jack Gillies, Benson Jack Anthony, Richard Roxburgh, Justine Clarke, Shane Dundas, David Collins, Linda Ngo, Marney McQueen, Rupert Degas | Animerat, Familj, Fantasy, Komedi, Äventyr           | [ 230 ] [ 231 ]       |
| J U N I               | 29                    | Leaning Into the Wind                              | Storbritannien · Tyskland                          | Regi: Thomas Riedelsheimer; Med: Andy Goldsworthy | Dokumentär                                           | [ 232 ] [ 233 ]       |
| J U N I               | 29                    | Racer and the Jailbird                             | Belgien · Frankrike · Nederländerna                | Regi: Michaël R. Roskam; Med: Matthias Schoenaerts, Adèle Exarchopoulos | Kriminal, Drama                                      | [ 234 ] [ 235 ]       |
| J U N I               | 29                    | Sicario 2: Soldado                                 | USA · Italien                                      | Regi: Stefano Sollima; Med: Benicio del Toro, Josh Brolin, Isabela Moner, Jeffrey Donovan, Manuel Garcia-Rulfo, Catherine Keener | Action, Kriminal, Mysterium, Thriller                | [ 236 ] [ 237 ]       |
| J U N I               | 29                    | Teheran Tabu                                       | Tyskland · Österrike                               | Regi: Ali Soozandeh; Med: Farhad Abadinejad, Jasmina Ali, Rozita Assadollahy | Animerat, Drama                                      | [ 238 ] [ 239 ]       |
| J U L I               | 4                     | Ant-Man and the Wasp                               | USA                                                | Regi: Peyton Reed; Med: Paul Rudd, Evangeline Lilly, Michael Peña, Walton Goggins, Bobby Cannavale, Judy Greer, Tip "T.I." Harris, David Dastmalchian, Hannah John-Kamen, Abby Ryder Fortson, Randall Park, Michelle Pfeiffer, Laurence Fishburne, Michael Douglas | Action, Komedi, Sci-Fi, Äventyr                      | [ 240 ] [ 241 ]       |
| J U L I               | 6                     | The First Purge                                    | USA                                                | Regi: Gerard McMurray; Med: Y'lan Noel, Lex Scott Davis, Joivan Wade, Mugga, Lauren Vélez, Marisa Tomei | Action, Kriminal, Sci-Fi, Skräck, Thriller           | [ 242 ] [ 243 ]       |
| J U L I               | 6                     | Los Bando                                          | Norge · Sverige                                    | Regi: Christian Lo; Med: Jonas Hoff Oftebro, Stig Henrik Hoff, Jakob Dyrud, Tage Johansen Hogness, Tiril Marie Høistad Berger, Nils Ole Oftebro, Vera Vitali, Hans-Erik Dyvik Husby | Familj, Komedi, Musik, Äventyr                       | [ 244 ] [ 245 ]       |
| J U L I               | 6                     | Olydnad                                            | Storbritannien · Irland · USA                      | Regi: Sebastián Lelio; Med: Rachel Weisz, Rachel McAdams, Alessandro Nivola | Drama, Romantik                                      | [ 246 ] [ 247 ]       |
| J U L I               | 6                     | Whitney                                            | Storbritannien · USA                               | Regi: Kevin Macdonald; Med: Whitney Houston, Bobby Brown, Bobbi Kristina Brown, Cissy Houston, Gary Houston | Dokumentär, Musik                                    | [ 248 ] [ 249 ]       |
| J U L I               | 12                    | Skyscraper                                         | USA                                                | Regi: Rawson Marshall Thurber; Med: Dwayne Johnson, Neve Campbell, Chin Han, Roland Møller, Noah Taylor, Byron Mann, Pablo Schreiber, Hannah Quinlivan | Action, Thriller, Äventyr                            | [ 250 ] [ 251 ]       |
| J U L I               | 13                    | Bergman – Ett år, ett liv                          | Sverige                                            | Regi: Jane Magnusson | Dokumentär                                           | [ 252 ] [ 253 ]       |
| J U L I               | 13                    | Hotell Transylvanien 3 – En monstersemester        | USA                                                | Regi: Genndy Tartakovsky; Med: Adam Sandler, Andy Samberg, Selena Gomez, David Spade, Steve Buscemi, Molly Shannon, Keegan-Michael Key, Kevin James, Fran Drescher, Asher Blinkoff, Mel Brooks | Animerat, Familj, Komedi                             | [ 254 ] [ 255 ]       |
| J U L I               | 13                    | Naken i Normandie                                  | Frankrike                                          | Regi: Philippe Le Guay; Med: François Cluzet, Toby Jones, François-Xavier Demaison | Drama, Komedi                                        | [ 256 ] [ 257 ]       |
| J U L I               | 18                    | Mamma Mia! Here We Go Again                        | USA                                                | Regi: Ol Parker; Med: Christine Baranski, Pierce Brosnan, Dominic Cooper, Colin Firth, Andy García, Lily James, Amanda Seyfried, Stellan Skarsgård, Julie Walters, Cher, Meryl Streep | Komedi, Musikal, Romantik                            | [ 258 ] [ 259 ]       |
| J U L I               | 20                    | Beast                                              | Storbritannien                                     | Regi: Michael Pearce; Med: Jessie Buckley, Johnny Flynn, Geraldine James | Drama                                                | [ 260 ] [ 261 ]       |
| J U L I               | 20                    | Hotel Artemis                                      | USA                                                | Regi: Drew Pearce; Med: Jodie Foster, Sterling K. Brown, Sofia Boutella, Jeff Goldblum, Brian Tyree Henry, Jenny Slate, Zachary Quinto, Charlie Day, Dave Bautista | Action, Kriminal, Thriller                           | [ 262 ] [ 263 ]       |
| J U L I               | 25                    | Tag                                                | USA                                                | Regi: Jeff Tomsic; Med: Ed Helms, Jake Johnson, Annabelle Wallis, Hannibal Buress, Isla Fisher, Rashida Jones, Leslie Bibb, Jon Hamm, Jeremy Renner | Komedi                                               | [ 264 ] [ 265 ]       |
| J U L I               | 26                    | Dansa först                                        | Sverige                                            | Regi: Rikard Svensson; Med: Magnus Krepper, Rikard Svensson, Anna Sise, Hilderun Gorpe, Piotr Giro | Drama                                                | [ 266 ] [ 267 ]       |
| J U L I               | 27                    | Förolämpningen                                     | Frankrike · Cypern · Belgien · Libanon · USA       | Regi: Ziad Doueiri; Med: Adel Karam, Kamel El Basha | Drama, Thriller                                      | [ 268 ] [ 269 ]       |
| J U L I               | 27                    | Hereditary                                         | USA                                                | Regi: Ari Aster; Med: Toni Collette, Alex Wolff, Milly Shapiro, Ann Dowd, Gabriel Byrne | Skräck                                               | [ 270 ] [ 271 ]       |
| J U L I               | 27                    | Svanen                                             | Island · Estland · Tyskland                        | Regi: Ása Helga Hjörleifsdóttir; Med: Gríma Valsdóttir, Þorvaldur Davíð Kristjánsson, Þuríður Blær Jóhannsdóttir, Kalta Margrét Þorgeirsdóttir, Ingvar E. Sigurðsson | Drama                                                | [ 272 ] [ 273 ]       |
| J U L I               | 27                    | Varghunden                                         | Frankrike · Luxemburg · USA                        | Regi: Alexandre Espigares | Animerat, Äventyr                                    | [ 274 ] [ 275 ]       |
| A U G U S T I         | 3                     | Don't Worry, He Won't Get Far on Foot              | USA                                                | Regi: Gus Van Sant; Med: Joaquin Phoenix, Jonah Hill, Rooney Mara, Jack Black | Drama, Komedi                                        | [ 276 ] [ 277 ]       |
| A U G U S T I         | 3                     | Mission: Impossible – Fallout                      | USA                                                | Regi: Christopher McQuarrie; Med: Tom Cruise, Rebecca Ferguson, Simon Pegg, Ving Rhames, Michelle Monaghan, Alec Baldwin, Sean Harris, Henry Cavill, Vanessa Kirby, Sian Brooke, Angela Bassett | Action, Thriller                                     | [ 278 ] [ 279 ]       |
| A U G U S T I         | 3                     | Trädgårdsgatan                                     | Sverige                                            | Regi: Olof Spaak; Med: Karin Franz Körlof, Simon J. Berger, Emil Algpeus, Nike Ringqvist, Eva Fritjofson, Linda Molin | Drama, Romantik                                      | [ 280 ] [ 281 ]       |
| A U G U S T I         | 10                    | The Darkest Minds                                  | USA                                                | Regi: Jennifer Yuh Nelson; Med: Amandla Stenberg, Harris Dickinson, Mandy Moore, Gwendoline Christie | Sci-Fi, Thriller                                     | [ 282 ] [ 283 ]       |
| A U G U S T I         | 10                    | Gudrun – konsten att vara människa                 | Sverige                                            | Regi: Hampus Linder; Med: Gudrun Schyman | Dokumentär                                           | [ 284 ] [ 285 ]       |
| A U G U S T I         | 10                    | I Can Only Imagine                                 | USA                                                | Regi: Bröderna Erwin; Med: J. Michael Finley, Madeline Carroll, Trace Adkins, Priscilla Shirer, Cloris Leachman, Dennis Quaid, Tanya Clarke | Drama                                                | [ 286 ] [ 287 ]       |
| A U G U S T I         | 10                    | Mademoiselle Paradis                               | Österrike · Tyskland                               | Regi: Barbara Albert; Med: Maria Dragus, Devid Striesow, Lukas Miko, Katja Kolm | Drama                                                | [ 288 ] [ 289 ]       |
| A U G U S T I         | 10                    | Mary och häxans blomma                             | Japan                                              | Regi: Hiromasa Yonebayashi; Med: Hana Sugisaki, Yûki Amami, Fumiyo Kohinata | Animerat, Familj, Äventyr                            | [ 290 ] [ 291 ]       |
| A U G U S T I         | 10                    | Slender Man                                        | USA                                                | Regi: Sylvain White; Med: Jaz Sinclair, Joey King, Julia Goldani Telles, Annalise Basso, Javier Botet | Skräck                                               | [ 292 ] [ 293 ]       |
| A U G U S T I         | 17                    | And Breathe Normally                               | Island · Sverige · Belgien                         | Regi: Isold Uggadottir; Med: Babetida Sadjo, Kristín Þóra Haraldsdóttir, Patrik Nökkvi Pétursson | Drama                                                | [ 294 ] [ 295 ]       |
| A U G U S T I         | 17                    | Den 12:e mannen                                    | Norge                                              | Regi: Harald Zwart; Med: Thomas Gullestad, Jonathan Rhys Meyers | Drama, Krig                                          | [ 296 ] [ 297 ]       |
| A U G U S T I         | 17                    | Fakiren som fastnade i ett skåp                    | Frankrike · USA · Belgien · Singapore · Indien     | Regi: Ken Scott; Med: Dhanush, Bérénice Bejo, Erin Moriarty, Barkhad Abdi, Gérard Jugnot | Drama, Komedi, Äventyr                               | [ 298 ] [ 299 ]       |
| A U G U S T I         | 17                    | Leva. Älska                                        | Sverige                                            | Regi: Mette Aakerholm Gardell | Dokumentär                                           | [ 300 ] [ 301 ]       |
| A U G U S T I         | 17                    | The Meg                                            | USA · Kina                                         | Regi: Jon Turteltaub; Med: Jason Statham, Li Bingbing, Rainn Wilson, Ruby Rose, Winston Chao, Cliff Curtis | Action, Sci-Fi, Skräck, Thriller                     | [ 302 ] [ 303 ]       |
| A U G U S T I         | 17                    | Show Dogs                                          | USA · Storbritannien                               | Regi: Raja Gosnell; Med: Will Arnett, Chris "Ludacris" Bridges, Natasha Lyonne, Jordin Sparks, Gabriel Iglesias, Shaquille O'Neal, Omar Chaparro, Stanley Tucci | Familj, Komedi                                       | [ 304 ] [ 305 ]       |
| A U G U S T I         | 22                    | The Happytime Murders                              | Kina · USA                                         | Regi: Brian Henson; Med: Melissa McCarthy, Maya Rudolph, Joel McHale, Elizabeth Banks | Action, Komedi, Kriminal, Mysterium, Thriller        | [ 306 ] [ 307 ]       |
| A U G U S T I         | 24                    | Domaren                                            | Storbritannien                                     | Regi: Richard Eyre; Med: Emma Thompson, Stanley Tucci, Fionn Whitehead | Drama                                                | [ 308 ] [ 309 ]       |
| A U G U S T I         | 24                    | En säsong i Frankrike                              | Frankrike                                          | Regi: Mahamat-Saleh Haroun; Med: Eriq Ebouaney, Sandrine Bonnaire | Drama                                                | [ 310 ] [ 311 ]       |
| A U G U S T I         | 24                    | The Equalizer 2                                    | USA                                                | Regi: Antoine Fuqua; Med: Denzel Washington, Pedro Pascal, Ashton Sanders, Bill Pullman, Melissa Leo | Action, Kriminal, Thriller                           | [ 312 ] [ 313 ]       |
| A U G U S T I         | 24                    | Maria by Callas                                    | Frankrike                                          | Regi: Tom Volf | Dokumentär                                           | [ 314 ] [ 315 ]       |
| A U G U S T I         | 24                    | The Miseducation of Cameron Post                   | USA                                                | Regi: Desiree Akhavan; Med: Chloë Grace Moretz, John Gallagher Jr., Sasha Lane, Forrest Goodluck, Marin Ireland, Owen Campbell, Kerry Butler, Quinn Shephard, Emily Skeggs, Melanie Ehrlich, Jennifer Ehle | Drama                                                | [ 316 ] [ 317 ]       |
| A U G U S T I         | 24                    | The Spy Who Dumped Me                              | USA                                                | Regi: Susanna Fogel; Med: Mila Kunis, Kate McKinnon, Justin Theroux, Sam Heughan, Gillian Anderson | Action, Komedi                                       | [ 318 ] [ 319 ]       |
| A U G U S T I         | 24                    | Uppsalakidnappningen                               | Sverige                                            | Regi: Anders Skog; Med: Poyan Karimi, Peter Åström, Rasmus Luthander, Shirin Golchin | Komedi                                               | [ 320 ] [ 321 ]       |
| A U G U S T I         | 24                    | Videomannen                                        | Sverige                                            | Regi: Kristian A. Söderström; Med: Stefan Sauk, Lena Nilsson, Morgan Alling, Amanda Ooms, Martin Wallström, Kim Theodoridou Bergquist, Carolin Stoltz, Victor von Schirach, Anna Wallander, Sven Wollter, Ove Wolf | Drama, Komedi, Thriller                              | [ 322 ] [ 323 ]       |
| A U G U S T I         | 31                    | Book Club                                          | USA                                                | Regi: Bill Holderman; Med: Diane Keaton, Jane Fonda, Candice Bergen, Mary Steenburgen | Komedi, Romantik                                     | [ 324 ] [ 325 ]       |
| A U G U S T I         | 31                    | Den sommaren                                       | Sverige                                            | Regi: Göran Olsson; Med: Peter Beard, Andy Warhol, Edith Bouvier Beale, Paul Morrissey, Lee Radziwill | Dokumentär                                           | [ 326 ] [ 327 ]       |
| A U G U S T I         | 31                    | Gräns                                              | Sverige · Danmark                                  | Regi: Ali Abbasi; Med: Eva Melander, Eero Milonoff | Fantasy, Romantik, Thriller                          | [ 328 ] [ 329 ]       |
| A U G U S T I         | 31                    | Superhjältarna 2                                   | USA                                                | Regi: Brad Bird; Med: Holly Hunter, Craig T. Nelson, Sarah Vowell, Samuel L. Jackson, John Ratzenberger, Bob Odenkirk, Catherine Keener, Sophia Bush, Jonathan Banks, Isabella Rossellini | Animerat, Action, Komedi, Äventyr                    | [ 330 ] [ 331 ]       |
| S E P T E M B E R     | 7                     | BlacKkKlansman                                     | USA                                                | Regi: Spike Lee; Med: John David Washington, Adam Driver, Laura Harrier, Topher Grace | Biografi, Komedi, Kriminal                           | [ 332 ] [ 333 ]       |
| S E P T E M B E R     | 7                     | Den tysta revolutionen                             | Tyskland                                           | Regi: Lars Kraume; Med: Jonas Dassler, Michael del Coco, Sina Ebell | Drama                                                | [ 334 ] [ 335 ]       |
| S E P T E M B E R     | 7                     | The Nun                                            | USA                                                | Regi: Corin Hardy; Med: Demián Bichir, Taissa Farmiga, Jonas Bloquet | Skräck, Thriller                                     | [ 336 ] [ 337 ]       |
| S E P T E M B E R     | 7                     | Smärtan                                            | Frankrike · Belgien · Schweiz                      | Regi: Emmanuel Finkiel; Med: Mélanie Thierry, Benoît Magimel, Benjamin Biolay | Drama                                                | [ 338 ] [ 339 ]       |
| S E P T E M B E R     | 7                     | Trädgårdsfesten                                    | Frankrike                                          | Regi: Agnès Jaoui; Med: Agnès Jaoui, Jean-Pierre Bacri, Léa Drucker, Kévin Azaïs, Nina Meurisse, Sarah Suco | Drama, Komedi                                        | [ 340 ] [ 341 ]       |
| S E P T E M B E R     | 14                    | Lustiga små kryp                                   | Frankrike · Luxemburg                              | Regi: Arnaud Bouron & Antoon Krings; Med: Kev Adams, Virginie Efira, Emmanuel Curtil | Animerat, Familj, Komedi, Äventyr                    | [ 342 ] [ 343 ]       |
| S E P T E M B E R     | 14                    | A Prayer Before Dawn                               | Storbritannien · Frankrike · Kina · Kambodja · USA | Regi: Jean-Stéphane Sauvaire; Med: Joe Cole | Drama                                                | [ 344 ] [ 345 ]       |
| S E P T E M B E R     | 14                    | The Predator                                       | Kanada · USA                                       | Regi: Shane Black; Med: Boyd Holbrook, Trevante Rhodes, Jacob Tremblay, Keegan-Michael Key, Olivia Munn, Thomas Jane, Alfie Allen, Sterling K. Brown | Action, Sci-Fi, Äventyr                              | [ 346 ] [ 347 ]       |
| S E P T E M B E R     | 14                    | RBG                                                | USA                                                | Regi: Julie Cohen & Betsy West | Dokumentär                                           | [ 348 ] [ 349 ]       |
| S E P T E M B E R     | 14                    | Unga Astrid                                        | Sverige                                            | Regi: Pernille Fischer Christensen; Med: Alba August, Trine Dyrholm, Magnus Krepper, Maria Bonnevie, Björn Gustafsson | Biografi, Drama                                      | [ 350 ] [ 351 ]       |
| S E P T E M B E R     | 21                    | Allt för min son                                   | Frankrike                                          | Regi: Xavier Legrand; Med: Denis Ménochet, Léa Drucker, Thomas Gioria | Drama                                                | [ 352 ] [ 353 ]       |
| S E P T E M B E R     | 21                    | Alpha                                              | USA                                                | Regi: Albert Hughes; Med: Kodi Smit-McPhee, Leonor Varela, Natassia Malthe, Jóhannes Haukur Jóhannesson, Mercedes de la Zerda, Jens Hultén | Äventyr                                              | [ 354 ] [ 355 ]       |
| S E P T E M B E R     | 21                    | Ensamma i rymden                                   | Sverige                                            | Regi: Ted Kjellsson; Med: Ella Rae Rappaport, Dante Fleischanderl, Henrik Ståhl | Familj, Sci-Fi, Äventyr                              | [ 356 ] [ 357 ]       |
| S E P T E M B E R     | 21                    | Flotten                                            | Sverige                                            | Regi: Marcus Lindeen | Dokumentär                                           | [ 358 ] [ 359 ]       |
| S E P T E M B E R     | 21                    | Papillon                                           | Tjeckien · Spanien · USA                           | Regi: Michael Noer; Med: Charlie Hunnam, Rami Malek, Yorick van Wageningen, Eve Hewson | Biografi, Drama, Kriminal                            | [ 360 ] [ 361 ]       |
| S E P T E M B E R     | 21                    | Peppermint                                         | USA                                                | Regi: Pierre Morel; Med: Jennifer Garner, John Ortiz, John Gallagher Jr., Juan Pablo Raba, Tyson Ritter | Action, Thriller                                     | [ 362 ] [ 363 ]       |
| S E P T E M B E R     | 21                    | Searching                                          | USA                                                | Regi: Aneesh Chaganty; Med: John Cho, Debra Messing | Drama, Mysterium, Thriller                           | [ 364 ] [ 365 ]       |
| S E P T E M B E R     | 28                    | Hell Fest                                          | USA                                                | Regi: Gregory Plotkin; Med: Amy Forsyth, Reign Edwards, Bex Taylor-Klaus, Tony Todd | Skräck, Slasher, Thriller, Ungdom                    | [ 366 ] [ 367 ]       |
| S E P T E M B E R     | 28                    | Johnny English Strikes Again                       | Storbritannien · Frankrike · USA                   | Regi: David Kerr; Med: Rowan Atkinson, Ben Miller, Olga Kurylenko, Jake Lacy, Emma Thompson | Action, Komedi, Parodi, Sci-Fi, Spion, Äventyr       | [ 368 ] [ 369 ]       |
| S E P T E M B E R     | 28                    | Mannen som lekte med elden                         | Sverige                                            | Regi: Henrik Georgsson | Dokumentär                                           | [ 370 ] [ 371 ]       |
| S E P T E M B E R     | 28                    | Nothing Like a Dame                                | Storbritannien                                     | Regi: Roger Michell; Med: Eileen Atkins, Judi Dench, Joan Plowright, Maggie Smith | Dokumentär                                           | [ 372 ] [ 373 ]       |
| S E P T E M B E R     | 28                    | A Simple Favor                                     | USA                                                | Regi: Paul Feig; Med: Anna Kendrick, Blake Lively, Henry Golding, Andrew Rannells, Linda Cardellini, Rupert Friend, Jean Smart | Mysterium, Thriller                                  | [ 374 ] [ 375 ]       |
| S E P T E M B E R     | 28                    | Smallfoot                                          | USA                                                | Regi: Karey Kirkpatrick; Med: Channing Tatum, James Corden, Zendaya, Common, LeBron James, Danny DeVito, Gina Rodriguez, Yara Shahidi, Ely Henry, Jimmy Tatro | Animerat, Komedi, Musikal, Äventyr                   | [ 376 ] [ 377 ]       |
| O K T O B E R         | 5                     | Goliat                                             | Sverige                                            | Regi: Peter Grönlund; Med: Sebastian Ljungblad, Joakim Sällquist, Davina Robinson | Drama                                                | [ 378 ] [ 379 ]       |
| O K T O B E R         | 5                     | Lycklig som Lazzaro                                | Italien · Schweiz · Frankrike · Tyskland           | Regi: Alice Rohrwacher; Med: Adriano Tardiolo, Agnese Graziani, Luca Chikovani, Alba Rohrwacher, Sergi López, Natalino Balasso, Tommaso Ragno, Nicoletta Braschi | Drama                                                | [ 380 ] [ 381 ]       |
| O K T O B E R         | 5                     | Pettson och Findus – Findus flyttar hemifrån       | Tyskland                                           | Regi: Ali Samadi Ahadi | Familj                                               | [ 382 ] [ 383 ]       |
| O K T O B E R         | 5                     | A Star Is Born                                     | USA                                                | Regi: Bradley Cooper; Med: Bradley Cooper, Lady Gaga, Andrew Dice Clay, Dave Chappelle, Sam Elliott | Drama, Musikal, Romantik                             | [ 384 ] [ 385 ]       |
| O K T O B E R         | 5                     | Venom                                              | USA                                                | Regi: Ruben Fleischer; Med: Tom Hardy, Michelle Williams, Riz Ahmed, Scott Haze, Reid Scott | Action, Sci-Fi, Skräck                               | [ 386 ] [ 387 ]       |
| O K T O B E R         | 12                    | Balkan Noir                                        | Sverige · Montenegro                               | Regi: Drazen Kuljanin; Med: Disa Östrand, Srdjan Grahovac, Johannes Bah Kuhnke, Sergej Trifunovic, Jelena Simic, Ana Sofrenovic | Drama                                                | [ 388 ] [ 389 ]       |
| O K T O B E R         | 12                    | Christoffer Robin & Nalle Puh                      | USA                                                | Regi: Marc Forster; Med: Ewan McGregor, Hayley Atwell, Jim Cummings, Brad Garrett | Drama, Familj, Fantasy, Komedi, Äventyr              | [ 390 ] [ 391 ]       |
| O K T O B E R         | 12                    | Dog Days                                           | USA                                                | Regi: Ken Marino; Med: Nina Dobrev, Vanessa Hudgens, Adam Pally, Eva Longoria, Rob Corddry, Tone Bell, Jon Bass, Michael Cassidy, Thomas Lennon, Tig Notaro, Finn Wolfhard, Ron Cephas Jones | Drama, Komedi, Romantik                              | [ 392 ] [ 393 ]       |
| O K T O B E R         | 12                    | First Man                                          | USA                                                | Regi: Damien Chazelle; Med: Ryan Gosling, Claire Foy, Jason Clarke, Kyle Chandler, Patrick Fugit, Ciarán Hinds, Ethan Embry, Shea Whigham, Corey Stoll, Pablo Schreiber | Biografi, Drama, Historik                            | [ 394 ] [ 395 ]       |
| O K T O B E R         | 12                    | Juliet, Naked                                      | USA                                                | Regi: Jesse Peretz; Med: Rose Byrne, Ethan Hawke, Chris O'Dowd | Drama, Komedi                                        | [ 396 ] [ 397 ]       |
| O K T O B E R         | 12                    | Kler                                               | Polen                                              | Regi: Wojciech Smarzowski; Med: Janusz Gajos, Robert Wieckiewicz, Jacek Braciak, Arkadiusz Jakubik | Drama                                                | [ 398 ]               |
| O K T O B E R         | 12                    | Kusama – Infinity                                  | USA                                                | Regi: Heather Lenz; Med: Yayoi Kusama | Dokumentär                                           | [ 399 ] [ 400 ]       |
| O K T O B E R         | 12                    | Night School                                       | USA                                                | Regi: Malcolm D. Lee; Med: Kevin Hart, Tiffany Haddish, Rob Riggle, Taran Killam, Anne Winters, Romany Malco, Keith David | Komedi                                               | [ 401 ] [ 402 ]       |
| O K T O B E R         | 12                    | Virus Tropical                                     | Colombia · Ecuador                                 | Regi: Santiago Caicedo | Animerat, Drama                                      | [ 403 ] [ 404 ]       |
| O K T O B E R         | 17                    | Bad Times at the El Royale                         | USA                                                | Regi: Drew Goddard; Med: Jeff Bridges, Cynthia Erivo, Dakota Johnson, Jon Hamm, Cailee Spaeny, Lewis Pullman, Chris Hemsworth | Mysterium, Thriller                                  | [ 405 ] [ 406 ]       |
| O K T O B E R         | 19                    | Colette                                            | Storbritannien                                     | Regi: Wash Westmoreland; Med: Keira Knightley, Dominic West, Eleanor Tomlinson, Denise Gough, Aiysha Hart | Biografi, Drama, Historik                            | [ 407 ] [ 408 ]       |
| O K T O B E R         | 19                    | Halloween                                          | USA                                                | Regi: David Gordon Green; Med: Jamie Lee Curtis, Judy Greer, Andi Matichak, Will Patton, Virginia Gardner | Skräck, Slasher, Thriller                            | [ 409 ] [ 410 ]       |
| O K T O B E R         | 19                    | Lyrro – Ut & invandrarna                           | Sverige                                            | Regi: Peter Dalle; Med: Peter Dalle, Suzanne Reuter, Johan Ulveson, Claes Månsson, Henrik Dorsin, Nour El Refai, Björn Gustafsson, Sanna Sundqvist | Komedi                                               | [ 411 ] [ 412 ]       |
| O K T O B E R         | 19                    | Ramen Shop                                         | Singapore · Japan · Frankrike                      | Regi: Eric Khoo; Med: Seiko Matsuda, Takumi Saitoh, Tsuyoshi Ihara | Drama                                                | [ 413 ] [ 414 ]       |
| O K T O B E R         | 19                    | Rekonstruktion Utøya                               | Sverige · Norge                                    | Regi: Carl Javér | Dokumentär                                           | [ 415 ] [ 416 ]       |
| O K T O B E R         | 26                    | Flykten Aleppo-Istanbul                            | Turkiet                                            | Regi: Andaç Haznedaroğlu | Drama                                                | [ 417 ] [ 418 ]       |
| O K T O B E R         | 26                    | The Girl in the Spider's Web                       | Storbritannien · Tyskland · Sverige · Kanada · USA | Regi: Fede Alvarez; Med: Claire Foy, Sverrir Gudnason, Lakeith Stanfield, Sylvia Hoeks, Stephen Merchant | Drama, Kriminal, Thriller                            | [ 419 ] [ 420 ]       |
| O K T O B E R         | 26                    | Halvdan Viking                                     | Sverige                                            | Regi: Gustaf Åkerblom; Med: Peter Haber, Vilgot Hedtjärn, Ellinea Siambalis, Claes Månsson, Nina Zanjani, Joel Spira, Ellen Jelinek, Torkel Petersson | Familj                                               | [ 421 ] [ 422 ]       |
| O K T O B E R         | 26                    | Leave No Trace                                     | USA · Kanada                                       | Regi: Debra Granik; Med: Ben Foster, Thomasin McKenzie, Jeff Kober, Dale Dickey | Drama                                                | [ 423 ] [ 424 ]       |
| O K T O B E R         | 31                    | Bohemian Rhapsody                                  | Storbritannien · USA                               | Regi: Bryan Singer; Med: Rami Malek, Lucy Boynton, Gwilym Lee, Ben Hardy, Joseph Mazzello, Aidan Gillen, Tom Hollander, Allen Leech, Mike Myers | Biografi, Drama, Musik                               | [ 425 ] [ 426 ]       |
| O K T O B E R         | 31                    | Nötknäpparen och de fyra världarna                 | USA                                                | Regi: Lasse Hallström & Joe Johnston; Med: Keira Knightley, Mackenzie Foy, Eugenio Derbez, Matthew Macfadyen, Richard E. Grant, Misty Copeland, Helen Mirren, Morgan Freeman | Familj, Fantasy, Mysterium, Äventyr                  | [ 427 ] [ 428 ]       |
| N O V E M B E R       | 2                     | Holiday                                            | Danmark · Nederländerna · Sverige                  | Regi: Isabella Eklöf; Med: Victoria Carmen Sonne, Lai Yde, Thijs Römer | Drama                                                | [ 429 ] [ 430 ]       |
| N O V E M B E R       | 2                     | King of Thieves                                    | Storbritannien                                     | Regi: James Marsh; Med: Michael Caine, Jim Broadbent, Tom Courtenay, Charlie Cox, Paul Whitehouse, Michael Gambon, Ray Winstone | Drama, Komedi, Kriminal, Kupp                        | [ 431 ] [ 432 ]       |
| N O V E M B E R       | 2                     | Sorry to Bother You                                | USA                                                | Regi: Boots Riley; Med: Lakeith Stanfield, Tessa Thompson, Jermaine Fowler, Omari Hardwick, Terry Crews, Patton Oswalt, David Cross, Danny Glover, Steven Yeun, Armie Hammer | Fantasy, Komedi, Satir, Sci-Fi                       | [ 433 ] [ 434 ]       |
| N O V E M B E R       | 9                     | Grinchen                                           | USA · Kina                                         | Regi: Yarrow Cheney & Scott Mosier; Med: Benedict Cumberbatch | Animerat, Komedi, Familj, Fantasy                    | [ 435 ] [ 436 ]       |
| N O V E M B E R       | 9                     | Kärlek på hjul                                     | Frankrike · Belgien                                | Regi: Franck Dubosc; Med: Franck Dubosc, Alexandra Lamy, Elsa Zylberstein | Komedi, Romantik                                     | [ 437 ] [ 438 ]       |
| N O V E M B E R       | 9                     | Leslie brinner                                     | Sverige                                            | Regi: Stefan Berg | Dokumentär                                           | [ 439 ] [ 440 ]       |
| N O V E M B E R       | 9                     | Overlord                                           | USA                                                | Regi: Julius Avery; Med: Jovan Adepo, Wyatt Russell, Mathilde Ollivier, John Magaro, Gianny Taufer, Pilou Asbæk, Bokeem Woodbine | Krig, Skräck                                         | [ 441 ] [ 442 ]       |
| N O V E M B E R       | 9                     | Sweet Country                                      | Australien                                         | Regi: Warwick Thornton; Med: Hamilton Morris, Bryan Brown, Sam Neill | Western                                              | [ 443 ] [ 444 ]       |
| N O V E M B E R       | 14                    | Fantastiska vidunder: Grindelwalds brott           | Storbritannien · USA                               | Regi: David Yates; Med: Eddie Redmayne, Katherine Waterston, Alison Sudol, Dan Fogler, Ezra Miller, Zoë Kravitz, Callum Turner, Claudia Kim, William Nadylam, Kevin Guthrie, Carmen Ejogo, Poppy Corby-Tuech, Jude Law, Johnny Depp | Fantasy, Äventyr                                     | [ 445 ] [ 446 ]       |
| N O V E M B E R       | 16                    | Boy Erased                                         | USA                                                | Regi: Joel Edgerton; Med: Lucas Hedges, Nicole Kidman, Joel Edgerton, Joe Alwyn, Xavier Dolan, Troye Sivan, Cherry Jones, Michael "Flea" Balzary, Russell Crowe | Biografi, Drama                                      | [ 447 ] [ 448 ]       |
| N O V E M B E R       | 16                    | Climax                                             | Frankrike · Belgien · USA                          | Regi: Gaspar Noé; Med: Sofia Boutella | Drama, Skräck                                        | [ 449 ] [ 450 ]       |
| N O V E M B E R       | 16                    | Cold War                                           | Polen                                              | Regi: Paweł Pawlikowski; Med: Joanna Kulig, Tomasz Kot, Agata Kulesza | Drama                                                | [ 451 ] [ 452 ]       |
| N O V E M B E R       | 16                    | Widows                                             | Storbritannien · USA                               | Regi: Steve McQueen; Med: Viola Davis, Michelle Rodríguez, Elizabeth Debicki, Cynthia Erivo, Colin Farrell, Brian Tyree Henry, Daniel Kaluuya, Jacki Weaver, Carrie Coon, Robert Duvall, Liam Neeson | Drama, Kriminal, Kupp                                | [ 453 ] [ 454 ]       |
| N O V E M B E R       | 23                    | Creed II                                           | USA                                                | Regi: Steven Caple Jr.; Med: Michael B. Jordan, Sylvester Stallone, Tessa Thompson, Wood Harris, Phylicia Rashad, Dolph Lundgren | Drama, Sport                                         | [ 455 ] [ 456 ]       |
| N O V E M B E R       | 23                    | En kniv i hjärtat                                  | Frankrike · Mexiko · Spanien                       | Regi: Yann Gonzalez; Med: Vanessa Paradis, Nicolas Maury, Kate Moran, Jonathan Genet, Romane Bohringer | Drama                                                | [ 457 ] [ 458 ]       |
| N O V E M B E R       | 23                    | The Front Runner                                   | USA                                                | Regi: Jason Reitman; Med: Hugh Jackman, Vera Farmiga, J.K. Simmons, Alfred Molina | Biografi, Drama, Politik                             | [ 459 ] [ 460 ]       |
| N O V E M B E R       | 23                    | Girls of the Sun                                   | Frankrike · Belgien · Georgien · Schweiz           | Regi: Eva Husson; Med: Golshifteh Farahani, Emmanuelle Bercot | Drama, Krig                                          | [ 461 ] [ 462 ]       |
| N O V E M B E R       | 23                    | Olegs barndom                                      | Danmark · Sverige · Finland                        | Regi: Simon Lereng Wilmont | Dokumentär                                           | [ 463 ] [ 464 ]       |
| N O V E M B E R       | 23                    | Suspiria                                           | Italien · USA                                      | Regi: Luca Guadagnino; Med: Dakota Johnson, Tilda Swinton, Mia Goth, Angela Winkler, Ingrid Caven, Elena Fokina, Sylvie Testud, Renée Soutendijk, Christine LeBoutte, Fabrizia Sacchi, Małgosia Bela, Jessica Harper, Chloë Grace Moretz | Dans, Skräck                                         | [ 465 ] [ 466 ]       |
| N O V E M B E R       | 23                    | X&Y                                                | Sverige                                            | Regi: Anna Odell; Med: Mikael Persbrandt, Anna Odell, Vera Vitali, Shanti Roney, Trine Dyrholm, Thure Lindhardt, Sofie Gråbøl, Jens Albinus | Drama                                                | [ 467 ] [ 468 ]       |
| N O V E M B E R       | 24                    | Den tiden på året                                  | Danmark                                            | Regi: Paprika Steen; Med: Paprika Steen, Sofie Gråbøl, Lars Brygmann, Jacob Lohmann, Karen-Lise Mynster, Lars Knutzon, Fanny Bornedal, Patricia Schumann | Drama, Komedi                                        | [ 469 ] [ 470 ]       |
| N O V E M B E R       | 30                    | Blaze                                              | USA                                                | Regi: Ethan Hawke; Med: Ben Dickey, Alia Shawkat, Sam Rockwell, Steve Zahn, Kris Kristofferson, Richard Linklater | Biografi, Drama                                      | [ 471 ] [ 472 ]       |
| N O V E M B E R       | 30                    | Life Itself                                        | USA                                                | Regi: Dan Fogelman; Med: Oscar Isaac, Olivia Wilde, Mandy Patinkin, Olivia Cooke, Laia Costa, Annette Bening, Antonio Banderas | Drama                                                | [ 473 ] [ 474 ]       |
| N O V E M B E R       | 30                    | När fjärilarna kommer                              | Turkiet                                            | Regi: Tolga Karaçelik; Med: Tolga Tekin, Bartu Küçükçaglayan, Tugçe Altug | Drama, Komedi                                        | [ 475 ] [ 476 ]       |
| N O V E M B E R       | 30                    | Robin Hood                                         | USA                                                | Regi: Otto Bathurst; Med: Taron Egerton, Jamie Foxx, Ben Mendelsohn, Eve Hewson, Tim Minchin, Jamie Dornan | Action, Äventyr                                      | [ 477 ] [ 478 ]       |
| N O V E M B E R       | 30                    | Sune vs Sune                                       | Sverige                                            | Regi: Jon Holmberg; Med: Sissela Benn, Tea Stjärne, Elis Gerdt, Fredrik Hallgren, Baxter Renman | Familj, Komedi                                       | [ 479 ] [ 480 ]       |
| N O V E M B E R       | 30                    | Transit                                            | Tyskland · Frankrike                               | Regi: Christian Petzold; Med: Franz Rogowski, Paula Beer | Drama                                                | [ 481 ] [ 482 ]       |
| D E C E M B E R       | 7                     | Blindspotting                                      | USA                                                | Regi: Carlos López Estrada; Med: Daveed Diggs, Rafael Casal, Janina Gavankar, Jasmine Cephas Jones, Ethan Embry, Tisha Campbell-Martin, Utkarsh Ambudkar, Wayne Knight | Drama, Komedi                                        | [ 483 ] [ 484 ]       |
| D E C E M B E R       | 7                     | Hodjas flygande matta                              | Danmark                                            | Regi: Karsten Kiilerich | Animerat, Familj                                     | [ 485 ] [ 486 ]       |
| D E C E M B E R       | 7                     | Mortal Engines                                     | Nya Zeeland · USA                                  | Regi: Christian Rivers; Med: Hugo Weaving, Hera Hilmar, Robert Sheehan, Jihae, Ronan Raftery, Leila George, Patrick Malahide, Stephen Lang | Action, Sci-Fi, Äventyr                              | [ 487 ] [ 488 ]       |
| D E C E M B E R       | 7                     | Operation Ragnarök                                 | Sverige                                            | Regi: Fredrik Hiller; Med: Jonas Malmsjö, Bahar Pars, Per Ragnar, Elin Lanto, Zardasht Rad | Action, Thriller                                     | [ 489 ] [ 490 ]       |
| D E C E M B E R       | 7                     | Roma                                               | Mexiko · USA                                       | Regi: Alfonso Cuarón; Med: Yalitza Aparicio, Marina de Tavira | Drama                                                | [ 491 ] [ 492 ]       |
| D E C E M B E R       | 7                     | The Wife                                           | Storbritannien · Sverige · USA                     | Regi: Björn Runge; Med: Glenn Close, Jonathan Pryce, Christian Slater, Max Irons, Annie Starke, Harry Lloyd, Elizabeth McGovern | Drama                                                | [ 493 ] [ 494 ]       |
| D E C E M B E R       | 14                    | 7 uczuc                                            | Polen                                              | Regi: Marek Koterski; Med: Michal Koterski, Robert Wieckiewicz, Maja Ostaszewska, Adam Woronowicz, Katarzyna Figura, Malgorzata Bogdanska, Marcin Dorocinski, Tomasz Karolak, Andrzej Chyra, Gabriela Muskala, Joanna Kulig, Magdalena Cielecka, Magdalena Berus, Sonia Bohosiewicz | Drama, Komedi                                        | [ 495 ]               |
| D E C E M B E R       | 14                    | Aquaman                                            | USA · Australien                                   | Regi: James Wan; Med: Jason Momoa, Amber Heard, Willem Dafoe, Patrick Wilson, Dolph Lundgren, Yahya Abdul-Mateen II, Nicole Kidman | Action, Fantasy, Äventyr                             | [ 496 ] [ 497 ]       |
| D E C E M B E R       | 14                    | The Bookshop                                       | Storbritannien · Spanien · Tyskland                | Regi: Isabel Coixet; Med: Emily Mortimer, Bill Nighy, Patricia Clarkson | Drama                                                | [ 498 ] [ 499 ]       |
| D E C E M B E R       | 14                    | En armé av älskande                                | Sverige                                            | Regi: Ingrid Ryberg | Dokumentär                                           | [ 500 ]               |
| D E C E M B E R       | 14                    | Grain                                              | Turkiet · Tyskland · Frankrike · Sverige           | Regi: Semih Kaplanoglu; Med: Jean-Marc Barr, Ermin Bravo, Grigoriy Dobrygin, Cristina Flutur | Drama, Sci-Fi                                        | [ 501 ] [ 502 ]       |
| D E C E M B E R       | 14                    | In i dimman                                        | Sverige                                            | Regi: Anders Hazelius; Med: Anastasios Soulis, Freddy Åsblom, Celie Sparre, Anton Lundqvist | Drama, Thriller                                      | [ 503 ] [ 504 ]       |
| D E C E M B E R       | 14                    | Spider-Man: Into the Spider-Verse                  | USA                                                | Regi: Bob Persichetti, Peter Ramsey & Rodney Rothman; Med: Shameik Moore, Jake Johnson, Hailee Steinfeld, Mahershala Ali, Brian Tyree Henry, Lily Tomlin, Luna Lauren Velez, John Mulaney, Nicolas Cage, Liev Schreiber | Animerat, Action, Komedi, Äventyr                    | [ 505 ] [ 506 ]       |
| D E C E M B E R       | 14                    | Stora stygga räven                                 | Frankrike · Belgien                                | Regi: Benjamin Renner & Patrick Imbert | Animerat, Familj                                     | [ 507 ] [ 508 ]       |
| D E C E M B E R       | 14                    | Studio 54                                          | USA                                                | Regi: Matt Tyrnauer | Dokumentär                                           | [ 509 ] [ 510 ]       |
| D E C E M B E R       | 21                    | Bamse och dunderklockan                            | Sverige                                            | Regi: Christian Ryltenius | Animerat, Familj                                     | [ 511 ] [ 512 ]       |
| D E C E M B E R       | 21                    | Green Book                                         | USA                                                | Regi: Peter Farrelly; Med: Viggo Mortensen, Mahershala Ali, Linda Cardellini | Biografi, Drama, Komedi                              | [ 513 ] [ 514 ]       |
| D E C E M B E R       | 21                    | Lyckligare kan ingen vara                          | Sverige                                            | Regi: Staffan Lindberg; Med: David Hellenius, Helena af Sandeberg, Kjell Bergqvist, Sanna Sundqvist, Adam Lundgren, Celie Sparre, Filip Berg, Dilan Gwyn, Monica Albornoz, Eagle-Eye Cherry | Komedi, Romantik                                     | [ 515 ] [ 516 ]       |
| D E C E M B E R       | 21                    | Shoplifters                                        | Japan                                              | Regi: Hirokazu Kore-eda; Med: Lily Franky, Sakura Andô, Mayu Matsuoka, Jyo Kairi, Miyu Sasaki, Kirin Kiki | Drama, Kriminal                                      | [ 517 ] [ 518 ]       |
| D E C E M B E R       | 21                    | Utrikesministern                                   | Sverige                                            | Regi: Viktor Nordenskiöld | Dokumentär                                           | [ 519 ]               |
| D E C E M B E R       | 25                    | Bumblebee                                          | USA                                                | Regi: Travis Knight; Med: Hailee Steinfeld, John Cena, Jorge Lendeborg Jr., John Ortiz, Jason Drucker, Pamela Adlon | Action, Sci-Fi, Äventyr                              | [ 520 ]               |
| D E C E M B E R       | 25                    | Mary Poppins kommer tillbaka                       | USA                                                | Regi: Rob Marshall; Med: Emily Blunt, Lin-Manuel Miranda, Ben Whishaw, Emily Mortimer, Pixie Davies, Joel Dawson, Nathanael Saleh, Julie Walters, Colin Firth, Meryl Streep | Fantasy, Komedi, Musikal, Äventyr                    | [ 521 ]               |
| D E C E M B E R       | 25                    | Puzzle                                             | USA                                                | Regi: Marc Turtletaub; Med: Kelly Macdonald, Irrfan Khan, David Denman, Bubba Weiler, Austin Abrams, Liv Hewson | Drama                                                | [ 522 ]               |

## Avlidna
- 4 januari – Johannes Brost, 71, svensk skådespelare.
- 8 januari – Donnelly Rhodes, 80, kanadensisk skådespelare.
- 15 januari – Peter Wyngarde, 90, brittisk skådespelare.
- 16 januari – Madalena Iglésias, 78, portugisisk skådespelerska och sångerska.
- 17 januari – Jessica Falkholt, 29, australisk skådespelerska.
- 18 januari – Wallis Grahn, 72, svensk skådespelerska.
- 19 januari
  - Olivia Cole, 75, amerikansk skådespelerska.
  - Dorothy Malone, 93, amerikansk skådespelerska.
- 21 januari – Jens Okking, 78, dansk skådespelare.
- 22 januari – Connie Sawyer, 105, amerikansk skådespelerska.
- 2 februari – Ole Thestrup, 69, dansk skådespelare.
- 3 februari – Rolf Zacher, 76, tysk skådespelare.
- 4 februari – John Mahoney, 77, brittisk-amerikansk skådespelare.
- 21 februari – Emma Chambers, 53, brittisk skådespelerska.
- 9 februari
  - John Gavin, 86, amerikansk skådespelare.
  - Jóhann Jóhannsson, 48, isländsk kompositör.
- 24 februari
  - Bud Luckey, 83, amerikansk animatör och röstskådespelare.
  - Sridevi, 54, indisk skådespelerska.
- 25 februari – Leif Liljeroth, 93, svensk skådespelare.
- 3 mars – David Ogden Stiers, 75, amerikansk skådespelare och röstskådespelare.
- 27 mars – Stéphane Audran, 85, fransk skådespelerska.
- 30 mars – Bill Maynard, 89, brittisk skådespelare.
- 31 mars – Luigi De Filippo, 87, italiensk skådespelare.
- 2 april – Susan Anspach, 75, amerikansk skådespelerska.
- 5 april – Isao Takahata, 82, japansk regissör och manusförfattare.
- 13 april – Miloš Forman, 86, tjeckisk regissör.
- 15 april
  - R. Lee Ermey, 74, amerikansk skådespelare.
  - Vittorio Taviani, 88, italiensk regissör och manusförfattare.
- 21 april – Verne Troyer, 49, amerikansk skådespelare.
- 25 april – Michael Anderson, 98, brittisk regissör.
- 26 april – Gianfranco Parolini, 93, italiensk regissör.
- 5 maj – Ermanno Olmi, 86, italiensk regissör och manusförfattare.
- 8 maj – Anne V. Coates, 92, brittisk filmklippare.
- 13 maj – Margot Kidder, 69, kanadensisk-amerikansk skådespelerska.
- 16 maj – Lucian Pintilie, 84, rumänsk regissör och manusförfattare.
- 20 maj – Patricia Morison, 103, amerikansk skådespelerska och sångerska.
- 6 juni – Kira Muratova, 83, ukrainsk regissör och manusförfattare.
- 8 juni – Eunice Gayson, 90, brittisk skådespelerska.
- 18 juni – Maria Rohm, 72, österrikisk skådespelerska.
- 5 juli – Claude Lanzmann, 92, fransk regissör.
- 8 juli – Tab Hunter, 86, amerikansk skådespelare och sångare.
- 27 juli – Bernard Hepton, 92, brittisk skådespelare och regissör.
- 1 augusti – Mary Carlisle, 104, amerikansk skådespelerska.
- 5 augusti – Piotr Szulkin, 68, polsk regissör.
- 16 augusti – Aretha Franklin, 76, amerikansk sångare och skådespelerska.
- 21 augusti – Barbara Harris, 83, amerikansk skådespelerska.
- 26 augusti – Neil Simon, 91, amerikansk manusförfattare.
- 6 september – Burt Reynolds, 82, amerikansk skådespelare.
- 23 september – Gary Kurtz, 78, amerikansk producent (Stjärnornas krig).
- 1 oktober – Charles Aznavour, 94, armenisk-fransk skådespelare och sångare.
- 6 oktober – Scott Wilson, 76, amerikansk skådespelare.
- 14 oktober – Milena Dravić, 78, serbisk skådespelerska.
- 23 oktober – James Karen, 94, amerikansk skådespelare.
- 1 november – Ken Swofford, 85, amerikansk skådespelare.
- 7 november – Francis Lai, 86, fransk kompositör.
- 12 november – Stan Lee, 95, amerikansk skådespelare, producent och serieskapare.
- 14 november – Morten Grunwald, 83, dansk regissör och skådespelare.[523]
- 16 november – William Goldman, 87, amerikansk manusförfattare.
- 23 november – Nicolas Roeg, 90, brittisk regissör och filmfotograf.
- 24 november – Ricky Jay, 72, amerikansk skådespelare.
- 26 november
  - Bernardo Bertolucci, 77, italiensk regissör och manusförfattare.
  - Samuel Hadida, 64, amerikansk producent.
  - Stephen Hillenburg, 57, amerikansk manusförfattare, regissör och producent.
- 1 december – Ennio Fantastichini, 63, italiensk skådespelare.
- 3 december – Philip Bosco, 88, amerikansk skådespelare.
- 14 december – Matti Kassila, 94, finsk regissör och manusförfattare.
- 17 december – Penny Marshall, 75, amerikansk regissör och skådespelerska.
- 29 december – Agneta Eckemyr, 68, svensk skådespelerska.

### Fotnoter
1. ↑  ”2018 Worldwide Box Office”. Box Office Mojo. https://www.boxofficemojo.com/year/world/2018/. Läst 12 mars 2020.
2. ↑  ”Pitch Perfect 3 (2017)”. Internet Movie Database. http://www.imdb.com/title/tt4765284/.
3. ↑  ”Pitch Perfect 3 (2017)”. Svensk Filmdatabas. http://www.svenskfilmdatabas.se/sv/item/?type=film&itemid=616076.
4. ↑  ”Ted - För kärlekens skull (2018)”. Internet Movie Database. http://www.imdb.com/title/tt6204018/.
5. ↑  ”Ted - För kärlekens skull (2018)”. Svensk Filmdatabas. http://www.svenskfilmdatabas.se/sv/item/?type=film&itemid=82474.
6. ↑  ”Gisslan (2017)”. Internet Movie Database. http://www.imdb.com/title/tt5207262/.
7. ↑  ”Gisslan (2017)”. Svensk Filmdatabas. http://www.svenskfilmdatabas.se/sv/item/?type=film&itemid=616117.
8. ↑  ”Insidious: The Last Key (2018)”. Internet Movie Database. http://www.imdb.com/title/tt5726086/.
9. ↑  ”Insidious: The Last Key (2018)”. Svensk Filmdatabas. http://www.svenskfilmdatabas.se/sv/item/?type=film&itemid=616119.
10. ↑  ”The Party (2017)”. Internet Movie Database. http://www.imdb.com/title/tt5814592/.
11. ↑  ”The Party (2017)”. Svensk Filmdatabas. http://www.svenskfilmdatabas.se/sv/item/?type=film&itemid=616121.
12. ↑  ”The Commuter (2018)”. Internet Movie Database. http://www.imdb.com/title/tt1590193/.
13. ↑  ”The Commuter (2018)”. Svensk Filmdatabas. http://www.svenskfilmdatabas.se/sv/item/?type=film&itemid=616300.
14. ↑  ”Three Billboards Outside Ebbing, Missouri (2017)”. Internet Movie Database. http://www.imdb.com/title/tt5027774/.
15. ↑  ”Three Billboards Outside Ebbing, Missouri (2018)”. Svensk Filmdatabas. http://www.svenskfilmdatabas.se/sv/item/?type=film&itemid=616279.
16. ↑  ”Wind River (2017)”. Internet Movie Database. http://www.imdb.com/title/tt5362988/.
17. ↑  ”Wind River (2017)”. Svensk Filmdatabas. http://www.svenskfilmdatabas.se/sv/item/?type=film&itemid=616302.
18. ↑  ”Djungelgänget: Långfilmen (2017)”. Internet Movie Database. http://www.imdb.com/title/tt6314690/.
19. ↑  ”Djungelgänget (2017)”. Svensk Filmdatabas. http://www.svenskfilmdatabas.se/sv/item/?type=film&itemid=616402.
20. ↑  ”Downsizing (2017)”. Internet Movie Database. http://www.imdb.com/title/tt1389072/.
21. ↑  ”Downsizing (2017)”. Svensk Filmdatabas. http://www.svenskfilmdatabas.se/sv/item/?type=film&itemid=616342.
22. ↑  ”Katie Says Goodbye (2016)”. Internet Movie Database. http://www.imdb.com/title/tt4547938/.
23. ↑  ”Katie Says Goodbye (2016)”. Svensk Filmdatabas. http://www.svenskfilmdatabas.se/sv/item/?type=film&itemid=616344.
24. ↑  ”Molly's Game (2017)”. Internet Movie Database. http://www.imdb.com/title/tt4209788/.
25. ↑  ”Molly's Game (2017)”. Svensk Filmdatabas. http://www.svenskfilmdatabas.se/sv/item/?type=film&itemid=616405.
26. ↑  ”Steg för steg (2016)”. Internet Movie Database. http://www.imdb.com/title/tt5598100/.
27. ↑  ”Steg för steg (2016)”. Svensk Filmdatabas. http://www.svenskfilmdatabas.se/sv/item/?type=film&itemid=616346.
28. ↑  ”All the Money in the World (2017)”. Internet Movie Database. http://www.imdb.com/title/tt5294550/.
29. ↑  ”All the Money in the World (2017)”. Svensk Filmdatabas. http://www.svenskfilmdatabas.se/sv/item/?type=film&itemid=616495.
30. ↑  ”Maze Runner: The Death Cure (2018)”. Internet Movie Database. http://www.imdb.com/title/tt4500922/.
31. ↑  ”Maze Runner: The Death Cure (2018)”. Svensk Filmdatabas. http://www.svenskfilmdatabas.se/sv/item/?type=film&itemid=616502.
32. ↑  ”The Post (2017)”. Internet Movie Database. http://www.imdb.com/title/tt6294822/.
33. ↑  ”The Post (2017)”. Svensk Filmdatabas. http://www.svenskfilmdatabas.se/sv/item/?type=film&itemid=616508.
34. ↑  ”Wonderstruck (2017)”. Internet Movie Database. http://www.imdb.com/title/tt5208216/.
35. ↑  ”Wonderstruck (2017)”. Svensk Filmdatabas. http://www.svenskfilmdatabas.se/sv/item/?type=film&itemid=616514.
36. ↑  ”Coco (2017)”. Internet Movie Database. http://www.imdb.com/title/tt2380307/.
37. ↑  ”Coco (2017)”. Svensk Filmdatabas. http://www.sfi.se/sv/svensk-filmdatabas/Item/?type=MOVIE&itemid=616674.
38. ↑  ”Darkest Hour (2017)”. Internet Movie Database. http://www.imdb.com/title/tt4555426/.
39. ↑  ”Darkest Hour (2017)”. Svensk Filmdatabas. http://www.sfi.se/sv/svensk-filmdatabas/Item/?type=MOVIE&itemid=616678.
40. ↑  ”Euphoria (2017)”. Internet Movie Database. http://www.imdb.com/title/tt5698320/.
41. ↑  ”Euphoria (2018)”. Svensk Filmdatabas. http://www.svenskfilmdatabas.se/sv/item/?type=film&itemid=78296.
42. ↑  ”Winchester - House of Ghosts (2018)”. Internet Movie Database. http://www.imdb.com/title/tt1072748/.
43. ↑  ”Winchester: House of Ghosts (2018)”. Svensk Filmdatabas. http://www.sfi.se/sv/svensk-filmdatabas/Item/?type=MOVIE&itemid=616659.
44. ↑  ”The Death of Stalin (2017)”. Internet Movie Database. http://www.imdb.com/title/tt4686844/.
45. ↑  ”The Death of Stalin (2017)”. Svensk Filmdatabas. http://www.sfi.se/sv/svensk-filmdatabas/Item/?type=MOVIE&itemid=616735.
46. ↑  ”The Disaster Artist (2017)”. Internet Movie Database. http://www.imdb.com/title/tt3521126/.
47. ↑  ”The Disaster Artist (2017)”. Svensk Filmdatabas. http://www.sfi.se/sv/svensk-filmdatabas/Item/?type=MOVIE&itemid=616702.
48. ↑  ”En fantastisk kvinna (2017)”. Internet Movie Database. http://www.imdb.com/title/tt5639354/.
49. ↑  ”Una mujer fantástica (2017)”. Svensk Filmdatabas. http://www.sfi.se/sv/svensk-filmdatabas/Item/?type=MOVIE&itemid=614853.
50. ↑  ”Fifty Shades Freed (2018)”. Internet Movie Database. http://www.imdb.com/title/tt4477536/.
51. ↑  ”Fifty Shades Freed (2018)”. Svensk Filmdatabas. http://www.sfi.se/sv/svensk-filmdatabas/Item/?type=MOVIE&itemid=616719.
52. ↑  ”The Florida Project (2017)”. Internet Movie Database. http://www.imdb.com/title/tt5649144/.
53. ↑  ”The Florida Project (2017)”. Svensk Filmdatabas. http://www.sfi.se/sv/svensk-filmdatabas/Item/?type=MOVIE&itemid=616740.
54. ↑  ”Happy End (2017)”. Internet Movie Database. http://www.imdb.com/title/tt5304464/.
55. ↑  ”Happy End (2017)”. Svensk Filmdatabas. http://www.sfi.se/sv/svensk-filmdatabas/Item/?type=MOVIE&itemid=616721.
56. ↑  ”Black Panther (2018)”. Internet Movie Database. http://www.imdb.com/title/tt1825683/.
57. ↑  ”Black Panther (2018)”. Svensk Filmdatabas. http://www.sfi.se/sv/svensk-filmdatabas/Item/?type=MOVIE&itemid=616829.
58. ↑  ”Hjärtat (2018)”. Internet Movie Database. http://www.imdb.com/title/tt6164698/.
59. ↑  ”Hjärtat (2018)”. Svensk Filmdatabas. http://www.svenskfilmdatabas.se/sv/item/?type=film&itemid=79766.
60. ↑  ”The Shape of Water (2017)”. Internet Movie Database. http://www.imdb.com/title/tt5580390/.
61. ↑  ”The Shape of Water (2017)”. Svensk Filmdatabas. http://www.sfi.se/sv/svensk-filmdatabas/Item/?type=MOVIE&itemid=616909.
62. ↑  ”Agatha - granndetektiven (2017)”. Internet Movie Database. http://www.imdb.com/title/tt5966350/.
63. ↑  ”Agatha - granndetektiven (2017)”. Svensk Filmdatabas. http://www.sfi.se/sv/svensk-filmdatabas/Item/?type=MOVIE&itemid=82667.
64. ↑  ”Insyriated (2017)”. Internet Movie Database. http://www.imdb.com/title/tt6497898/.
65. ↑  ”Insyriated (2017)”. Svensk Filmdatabas. http://www.sfi.se/sv/svensk-filmdatabas/Item/?type=MOVIE&itemid=616922.
66. ↑  ”La familia (2017)”. Internet Movie Database. http://www.imdb.com/title/tt6107516/.
67. ↑  ”La familia (2017)”. Svensk Filmdatabas. http://www.sfi.se/sv/svensk-filmdatabas/Item/?type=MOVIE&itemid=616924.
68. ↑  ”Pelle Kanin (2018)”. Internet Movie Database. http://www.imdb.com/title/tt5117670/.
69. ↑  ”Pelle Kanin (2018)”. Svensk Filmdatabas. http://www.sfi.se/sv/svensk-filmdatabas/Item/?type=MOVIE&itemid=616979.
70. ↑  ”Den of Thieves (2018)”. Internet Movie Database. http://www.imdb.com/title/tt1259528/.
71. ↑  ”Den of Thieves (2018)”. Svensk Filmdatabas. http://www.sfi.se/sv/svensk-filmdatabas/Item/?type=MOVIE&itemid=616981.
72. ↑  ”Every Day (2018)”. Internet Movie Database. http://www.imdb.com/title/tt7026672/.
73. ↑  ”Every Day (2018)”. Svensk Filmdatabas. http://www.sfi.se/sv/svensk-filmdatabas/Item/?type=MOVIE&itemid=617015.
74. ↑  ”Innan vintern kommer (2018)”. Internet Movie Database. http://www.imdb.com/title/tt7791048/.
75. ↑  ”Innan vintern kommer (2018)”. Svensk Filmdatabas. http://www.sfi.se/sv/svensk-filmdatabas/Item/?type=MOVIE&itemid=80569.
76. ↑  ”Phantom Thread (2017)”. Internet Movie Database. http://www.imdb.com/title/tt5776858/.
77. ↑  ”Phantom Thread (2017)”. Svensk Filmdatabas. http://www.sfi.se/sv/svensk-filmdatabas/Item/?type=MOVIE&itemid=617013.
78. ↑  ”Wonder (2017)”. Internet Movie Database. http://www.imdb.com/title/tt2543472/.
79. ↑  ”Wonder (2017)”. Svensk Filmdatabas. http://www.sfi.se/sv/svensk-filmdatabas/Item/?type=MOVIE&itemid=617014.
80. ↑  ”Game Night (2018)”. Internet Movie Database. http://www.imdb.com/title/tt2704998/.
81. ↑  ”Game Night (2018)”. Svensk Filmdatabas. http://www.sfi.se/sv/svensk-filmdatabas/Item/?type=MOVIE&itemid=617160.
82. ↑  ”Red Sparrow (2018)”. Internet Movie Database. http://www.imdb.com/title/tt2873282/.
83. ↑  ”Red Sparrow (2018)”. Svensk Filmdatabas. http://www.sfi.se/sv/svensk-filmdatabas/Item/?type=MOVIE&itemid=617161.
84. ↑  ”Utan nåd (2017)”. Internet Movie Database. http://www.imdb.com/title/tt5723272/.
85. ↑  ”Utan nåd (2017)”. Svensk Filmdatabas. http://www.sfi.se/sv/svensk-filmdatabas/Item/?type=MOVIE&itemid=617163.
86. ↑  ”Tårtgeneralen (2018)”. Internet Movie Database. http://www.imdb.com/title/tt6889032/.
87. ↑  ”Tårtgeneralen (2018)”. Svensk Filmdatabas. http://www.sfi.se/sv/svensk-filmdatabas/Item/?type=MOVIE&itemid=83161.
88. ↑  ”Lady Bird (2017)”. Internet Movie Database. http://www.imdb.com/title/tt4925292/.
89. ↑  ”Lady Bird (2017)”. Svensk Filmdatabas. http://www.sfi.se/sv/svensk-filmdatabas/Item/?type=MOVIE&itemid=617371.
90. ↑  ”12 Strong (2018)”. Internet Movie Database. http://www.imdb.com/title/tt1413492/.
91. ↑  ”12 Strong (2018)”. Svensk Filmdatabas. http://www.sfi.se/sv/svensk-filmdatabas/Item/?type=MOVIE&itemid=617349.
92. ↑  ”C'est la vie! (2017)”. Internet Movie Database. http://www.imdb.com/title/tt5699154/.
93. ↑  ”C'est la vie! (2017)”. Svensk Filmdatabas. http://www.sfi.se/sv/svensk-filmdatabas/Item/?type=MOVIE&itemid=617351.
94. ↑  ”Huset vid havet (2017)”. Internet Movie Database. http://www.imdb.com/title/tt7219324/.
95. ↑  ”Huset vid havet (2017)”. Svensk Filmdatabas. http://www.sfi.se/sv/svensk-filmdatabas/Item/?type=MOVIE&itemid=617352.
96. ↑  ”Jeune femme (2017)”. Internet Movie Database. http://www.imdb.com/title/tt5598160/.
97. ↑  ”Jeune femme (2017)”. Svensk Filmdatabas. http://www.sfi.se/sv/svensk-filmdatabas/Item/?type=MOVIE&itemid=617353.
98. ↑  ”Vad ska folk säga (2017)”. Internet Movie Database. http://www.imdb.com/title/tt7213936/.
99. ↑  ”Vad ska folk säga? (2018)”. Svensk Filmdatabas. http://www.sfi.se/sv/svensk-filmdatabas/Item/?type=MOVIE&itemid=88184.
100. ↑  ”Amatörer (2018)”. Internet Movie Database. http://www.imdb.com/title/tt7893992/.
101. ↑  ”Amatörer (2018)”. Svensk Filmdatabas. http://www.sfi.se/sv/svensk-filmdatabas/Item/?type=MOVIE&itemid=74395.
102. ↑  ”The Deminer (2017)”. Internet Movie Database. http://www.imdb.com/title/tt7497376/.
103. ↑  ”The Deminer (2018)”. Svensk Filmdatabas. http://www.sfi.se/sv/svensk-filmdatabas/Item/?type=MOVIE&itemid=88797.
104. ↑  ”En sista semester (2017)”. Internet Movie Database. http://www.imdb.com/title/tt3741632/.
105. ↑  ”En sista semester (2018)”. Svensk Filmdatabas. http://www.sfi.se/sv/svensk-filmdatabas/Item/?type=MOVIE&itemid=617464.
106. ↑  ”I, Tonya (2017)”. Internet Movie Database. http://www.imdb.com/title/tt5580036/.
107. ↑  ”I, Tonya (2017)”. Svensk Filmdatabas. http://www.sfi.se/sv/svensk-filmdatabas/Item/?type=MOVIE&itemid=617463.
108. ↑  ”Tomb Raider (2018)”. Internet Movie Database. http://www.imdb.com/title/tt1365519/.
109. ↑  ”Tomb Raider (2018)”. Svensk Filmdatabas. http://www.sfi.se/sv/svensk-filmdatabas/Item/?type=MOVIE&itemid=617470.
110. ↑  ”Toppen av ingenting (2018)”. Internet Movie Database. http://www.imdb.com/title/tt6258766/.
111. ↑  ”Toppen av ingenting (2018)”. Svensk Filmdatabas. http://www.sfi.se/sv/svensk-filmdatabas/Item/?type=MOVIE&itemid=82650.
112. ↑  ”Battle of the Sexes (2017)”. Internet Movie Database. http://www.imdb.com/title/tt4622512/.
113. ↑  ”Battle of the Sexes (2017)”. Svensk Filmdatabas. http://www.sfi.se/sv/svensk-filmdatabas/Item/?type=MOVIE&itemid=617577.
114. ↑  ”Eldprovet (2017)”. Internet Movie Database. http://www.imdb.com/title/tt6462462/.
115. ↑  ”Eldprovet (2017)”. Svensk Filmdatabas. http://www.sfi.se/sv/svensk-filmdatabas/Item/?type=MOVIE&itemid=617580.
116. ↑  ”Grottmannen Dug (2018)”. Internet Movie Database. http://www.imdb.com/title/tt4701724/.
117. ↑  ”Grottmannen Dug (2018)”. Svensk Filmdatabas. http://www.sfi.se/sv/svensk-filmdatabas/Item/?type=MOVIE&itemid=617606.
118. ↑  ”Maria Magdalena (2018)”. Internet Movie Database. http://www.imdb.com/title/tt5360996/.
119. ↑  ”Maria Magdalena (2018)”. Svensk Filmdatabas. http://www.sfi.se/sv/svensk-filmdatabas/Item/?type=MOVIE&itemid=617605.
120. ↑  ”Pacific Rim Uprising (2018)”. Internet Movie Database. http://www.imdb.com/title/tt2557478/.
121. ↑  ”Pacific Rim: Uprising (2018)”. Svensk Filmdatabas. http://www.sfi.se/sv/svensk-filmdatabas/Item/?type=MOVIE&itemid=617604.
122. ↑  ”The Strangers: Prey at Night (2018)”. Internet Movie Database. http://www.imdb.com/title/tt1285009/.
123. ↑  ”The Strangers: Prey at Night (2018)”. Svensk Filmdatabas. http://www.sfi.se/sv/svensk-filmdatabas/Item/?type=MOVIE&itemid=617597.
124. ↑  ”Den otroliga historien om det jättestora päronet (2017)”. Internet Movie Database. http://www.imdb.com/title/tt7006206/.
125. ↑  ”Den otroliga historien om det jättestora päronet (2017)”. Svensk Filmdatabas. http://www.sfi.se/sv/svensk-filmdatabas/Item/?type=MOVIE&itemid=617741.
126. ↑  ”Midnight Sun (2018)”. Internet Movie Database. http://www.imdb.com/title/tt4799066/.
127. ↑  ”Midnight Sun (2018)”. Svensk Filmdatabas. http://www.sfi.se/sv/svensk-filmdatabas/Item/?type=MOVIE&itemid=617745.
128. ↑  ”Ready Player One (2018)”. Internet Movie Database. http://www.imdb.com/title/tt1677720/.
129. ↑  ”Ready Player One (2018)”. Svensk Filmdatabas. http://www.sfi.se/sv/svensk-filmdatabas/Item/?type=MOVIE&itemid=617743.
130. ↑  ”Dubbelt begär (2017)”. Internet Movie Database. http://www.imdb.com/title/tt6367558/.
131. ↑  ”Dubbelt begär (2017)”. Svensk Filmdatabas. http://www.svenskfilmdatabas.se/sv/item/?type=film&itemid=617748.
132. ↑  ”Gringo (2018)”. Internet Movie Database. http://www.imdb.com/title/tt3721964/.
133. ↑  ”Gringo (2018)”. Svensk Filmdatabas. http://www.svenskfilmdatabas.se/sv/item/?type=film&itemid=617750.
134. ↑  ”The Mercy (2018)”. Internet Movie Database. http://www.imdb.com/title/tt3319730/.
135. ↑  ”The Mercy (2018)”. Svensk Filmdatabas. http://www.svenskfilmdatabas.se/sv/item/?type=film&itemid=617752.
136. ↑  ”Som en dans (2017)”. Internet Movie Database. http://www.imdb.com/title/tt4538916/.
137. ↑  ”Som en dans (2018)”. Svensk Filmdatabas. http://www.svenskfilmdatabas.se/sv/item/?type=film&itemid=617751.
138. ↑  ”Blockers (2018)”. Internet Movie Database. http://www.imdb.com/title/tt2531344/.
139. ↑  ”Blockers (2018)”. Svensk Filmdatabas. http://www.sfi.se/sv/svensk-filmdatabas/Item/?type=MOVIE&itemid=617781.
140. ↑  ”A Quiet Place (2018)”. Internet Movie Database. http://www.imdb.com/title/tt6644200/.
141. ↑  ”A Quiet Place (2018)”. Svensk Filmdatabas. http://www.sfi.se/sv/svensk-filmdatabas/Item/?type=MOVIE&itemid=617780.
142. ↑  ”Saknaden (2017)”. Internet Movie Database. http://www.imdb.com/title/tt6304162/.
143. ↑  ”Saknaden (2017)”. Svensk Filmdatabas. http://www.sfi.se/sv/svensk-filmdatabas/Item/?type=MOVIE&itemid=617784.
144. ↑  ”Bakom masken (2017)”. Internet Movie Database. http://www.imdb.com/title/tt5258850/.
145. ↑  ”Bakom masken (2017)”. Svensk Filmdatabas. http://www.sfi.se/sv/svensk-filmdatabas/Item/?type=MOVIE&itemid=617897.
146. ↑  ”Death Wish (2018)”. Internet Movie Database. http://www.imdb.com/title/tt1137450/.
147. ↑  ”Death Wish (2018)”. Svensk Filmdatabas. http://www.sfi.se/sv/svensk-filmdatabas/Item/?type=MOVIE&itemid=617905.
148. ↑  ”Gruppen (2017)”. Internet Movie Database. http://www.imdb.com/title/tt6444838/.
149. ↑  ”Gruppen (2017)”. Svensk Filmdatabas. http://www.sfi.se/sv/svensk-filmdatabas/Item/?type=MOVIE&itemid=617906.
150. ↑  ”Jimmie (2018)”. Internet Movie Database. http://www.imdb.com/title/tt5698834/.
151. ↑  ”Jimmie (2018)”. Svensk Filmdatabas. http://www.sfi.se/sv/svensk-filmdatabas/Item/?type=MOVIE&itemid=79550.
152. ↑  ”Mot solnedgången (2017)”. Internet Movie Database. http://www.imdb.com/title/tt6165792/.
153. ↑  ”Mot solnedgången (2017)”. Svensk Filmdatabas. http://www.sfi.se/sv/svensk-filmdatabas/Item/?type=MOVIE&itemid=617907.
154. ↑  ”Rampage (2018)”. Internet Movie Database. http://www.imdb.com/title/tt2231461/.
155. ↑  ”Rampage - Big Meets Bigger (2018)”. Svensk Filmdatabas. http://www.sfi.se/sv/svensk-filmdatabas/Item/?type=MOVIE&itemid=617908.
156. ↑  ”Ett veck i tiden (2018)”. Internet Movie Database. http://www.imdb.com/title/tt1620680/.
157. ↑  ”Ett veck i tiden (2018)”. Svensk Filmdatabas. http://www.sfi.se/sv/svensk-filmdatabas/Item/?type=MOVIE&itemid=618049.
158. ↑  ”Mästerdetektiven Sherlock Gnomes (2018)”. Internet Movie Database. http://www.imdb.com/title/tt2296777/.
159. ↑  ”Mästerdetektiven Sherlock Gnomes (2018)”. Svensk Filmdatabas. http://www.sfi.se/sv/svensk-filmdatabas/Item/?type=MOVIE&itemid=618051.
160. ↑  ”Truth or Dare (2018)”. Internet Movie Database. http://www.imdb.com/title/tt6772950/.
161. ↑  ”Truth or Dare (2018)”. Svensk Filmdatabas. http://www.sfi.se/sv/svensk-filmdatabas/Item/?type=MOVIE&itemid=618053.
162. ↑  ”Avengers: Infinity War (2018)”. Internet Movie Database. http://www.imdb.com/title/tt4154756/.
163. ↑  ”Avengers: Infinity War (2018)”. Svensk Filmdatabas. http://www.sfi.se/sv/svensk-filmdatabas/Item/?type=MOVIE&itemid=618139.
164. ↑  ”Händelser i Ydre (2018)”. Internet Movie Database. http://www.imdb.com/title/tt8144954/.
165. ↑  ”Händelser i Ydre (2018)”. Svensk Filmdatabas. http://www.sfi.se/sv/svensk-filmdatabas/Item/?type=MOVIE&itemid=80671.
166. ↑  ”The Journey (2016)”. Internet Movie Database. http://www.imdb.com/title/tt4826674/.
167. ↑  ”The Journey (2017)”. Svensk Filmdatabas. http://www.sfi.se/sv/svensk-filmdatabas/Item/?type=MOVIE&itemid=618198.
168. ↑  ”Tredje mordet (2017)”. Internet Movie Database. http://www.imdb.com/title/tt6410564/.
169. ↑  ”Tredje mordet (2017)”. Svensk Filmdatabas. http://www.sfi.se/sv/svensk-filmdatabas/Item/?type=MOVIE&itemid=618194.
170. ↑  ”You Were Never Really Here (2017)”. Internet Movie Database. http://www.imdb.com/title/tt5742374/.
171. ↑  ”You Were Never Really Here (2017)”. Svensk Filmdatabas. http://www.sfi.se/sv/svensk-filmdatabas/Item/?type=MOVIE&itemid=618176.
172. ↑  ”Det var en gång i Tyskland... (2017)”. Internet Movie Database. http://www.imdb.com/title/tt5609734/.
173. ↑  ”Det var en gång i Tyskland... (2017)”. Svensk Filmdatabas. http://www.sfi.se/sv/svensk-filmdatabas/Item/?type=MOVIE&itemid=618271.
174. ↑  ”Ghostland (2018)”. Internet Movie Database. http://www.imdb.com/title/tt6195094/.
175. ↑  ”Ghostland (2018)”. Svensk Filmdatabas. http://www.sfi.se/sv/svensk-filmdatabas/Item/?type=MOVIE&itemid=618273.
176. ↑  ”Guernseys litteratur: och potatisskalspajssällskap (2018)”. Internet Movie Database. http://www.imdb.com/title/tt1289403/.
177. ↑  ”Guernseys litteratur- och potatisskalspajssällskap (2018)”. Svensk Filmdatabas. http://www.sfi.se/sv/svensk-filmdatabas/Item/?type=MOVIE&itemid=618276.
178. ↑  ”The Hurricane Heist (2018)”. Internet Movie Database. http://www.imdb.com/title/tt5360952/.
179. ↑  ”The Hurricane Heist (2018)”. Svensk Filmdatabas. http://www.sfi.se/sv/svensk-filmdatabas/Item/?type=MOVIE&itemid=618293.
180. ↑  ”Isle of Dogs (2018)”. Internet Movie Database. http://www.imdb.com/title/tt5104604/.
181. ↑  ”Isle of Dogs (2018)”. Svensk Filmdatabas. http://www.sfi.se/sv/svensk-filmdatabas/Item/?type=MOVIE&itemid=618289.
182. ↑  ”Allt du önskar kan du få (2017)”. Internet Movie Database. http://www.imdb.com/title/tt7063210/.
183. ↑  ”Allt du önskar kan du få (2017)”. Svensk Filmdatabas. http://www.sfi.se/sv/svensk-filmdatabas/Item/?type=MOVIE&itemid=618390.
184. ↑  ”M (2017)”. Internet Movie Database. http://www.imdb.com/title/tt5137242/.
185. ↑  ”M (2017)”. Svensk Filmdatabas. http://www.sfi.se/sv/svensk-filmdatabas/Item/?type=MOVIE&itemid=618392.
186. ↑  ”Utøya 22. juli (2018)”. Internet Movie Database. http://www.imdb.com/title/tt7959216/.
187. ↑  ”Utøya 22 juli (2018)”. Svensk Filmdatabas. http://www.sfi.se/sv/svensk-filmdatabas/Item/?type=MOVIE&itemid=618386.
188. ↑  ”Deadpool 2 (2018)”. Internet Movie Database. http://www.imdb.com/title/tt5463162/.
189. ↑  ”Deadpool 2 (2018)”. Svensk Filmdatabas. http://www.sfi.se/sv/svensk-filmdatabas/Item/?type=MOVIE&itemid=618414.
190. ↑  ”Charmören (2017)”. Internet Movie Database. http://www.imdb.com/title/tt5668850/.
191. ↑  ”Charmören (2017)”. Svensk Filmdatabas. http://www.sfi.se/sv/svensk-filmdatabas/Item/?type=MOVIE&itemid=86124.
192. ↑  ”En bra vecka för demokratin (2018)”. Internet Movie Database. http://www.imdb.com/title/tt8364062/.
193. ↑  ”En bra vecka för demokratin (2018)”. Svensk Filmdatabas. http://www.sfi.se/sv/svensk-filmdatabas/Item/?type=MOVIE&itemid=81428.
194. ↑  ”Tully (2018)”. Internet Movie Database. http://www.imdb.com/title/tt5610554/.
195. ↑  ”Tully (2018)”. Svensk Filmdatabas. http://www.sfi.se/sv/svensk-filmdatabas/Item/?type=MOVIE&itemid=618428.
196. ↑  ”Solo: A Star Wars Story (2018)”. Internet Movie Database. http://www.imdb.com/title/tt3778644/.
197. ↑  ”Solo: A Star Wars Story (2018)”. Svensk Filmdatabas. http://www.sfi.se/sv/svensk-filmdatabas/Item/?type=MOVIE&itemid=618555.
198. ↑  ”Anders, jag och hans 23 andra kvinnor (2018)”. Internet Movie Database. http://www.imdb.com/title/tt8451722/.
199. ↑  ”Anders, jag och hans 23 andra kvinnor (2018)”. Svensk Filmdatabas. http://www.sfi.se/sv/svensk-filmdatabas/Item/?type=MOVIE&itemid=616263.
200. ↑  ”Den excentriska domaren (2017)”. Internet Movie Database. http://www.imdb.com/title/tt5501158/.
201. ↑  ”Den excentriska domaren (2018)”. Svensk Filmdatabas. http://www.sfi.se/sv/svensk-filmdatabas/Item/?type=MOVIE&itemid=.
202. ↑  ”Goodbye Christopher Robin (2017)”. Internet Movie Database. http://www.imdb.com/title/tt1653665/.
203. ↑  ”Goodbye Christopher Robin (2018)”. Svensk Filmdatabas. http://www.sfi.se/sv/svensk-filmdatabas/Item/?type=MOVIE&itemid=618565.
204. ↑  ”I Feel Pretty (2018)”. Internet Movie Database. http://www.imdb.com/title/tt6791096/.
205. ↑  ”I Feel Pretty (2018)”. Svensk Filmdatabas. http://www.sfi.se/sv/svensk-filmdatabas/Item/?type=MOVIE&itemid=618567.
206. ↑  ”Adrift (2018)”. Internet Movie Database. http://www.imdb.com/title/tt6306064/.
207. ↑  ”Adrift (2018)”. Svensk Filmdatabas. http://www.sfi.se/sv/svensk-filmdatabas/Item/?type=MOVIE&itemid=618710.
208. ↑  ”Destination Europa (2017)”. Internet Movie Database. http://www.imdb.com/title/tt5842890/.
209. ↑  ”Destination Europa (2017)”. Svensk Filmdatabas. http://www.sfi.se/sv/svensk-filmdatabas/Item/?type=MOVIE&itemid=88829.
210. ↑  ”LasseMajas detektivbyrå - Det första mysteriet (2018)”. Internet Movie Database. http://www.imdb.com/title/tt7408796/.
211. ↑  ”LasseMajas detektivbyrå - Det första mysteriet (2018)”. Svensk Filmdatabas. http://www.sfi.se/sv/svensk-filmdatabas/Item/?type=MOVIE&itemid=89297.
212. ↑  ”Under the Tree (2017)”. Internet Movie Database. http://www.imdb.com/title/tt6223806/.
213. ↑  ”Under the Tree (2017)”. Svensk Filmdatabas. http://www.sfi.se/sv/svensk-filmdatabas/Item/?type=MOVIE&itemid=618711.
214. ↑  ”A Silent Voice (2016)”. Internet Movie Database. http://www.imdb.com/title/tt5323662/.
215. ↑  ”A Silent Voice (2016)”. Svensk Filmdatabas. http://www.sfi.se/sv/svensk-filmdatabas/Item/?type=MOVIE&itemid=615709.
216. ↑  ”Jurassic World: Fallen Kingdom (2018)”. Internet Movie Database. http://www.imdb.com/title/tt4881806/.
217. ↑  ”Jurassic World: Fallen Kingdom (2018)”. Svensk Filmdatabas. http://www.sfi.se/sv/svensk-filmdatabas/Item/?type=MOVIE&itemid=618905.
218. ↑  ”Kärlek över haven (2017)”. Internet Movie Database. http://www.imdb.com/title/tt3563262/.
219. ↑  ”Kärlek över haven (2018)”. Svensk Filmdatabas. http://www.sfi.se/sv/svensk-filmdatabas/Item/?type=MOVIE&itemid=618906.
220. ↑  ”McQueen (2018)”. Internet Movie Database. http://www.imdb.com/title/tt6510332/.
221. ↑  ”McQueen (2018)”. Svensk Filmdatabas. http://www.sfi.se/sv/svensk-filmdatabas/Item/?type=MOVIE&itemid=618907.
222. ↑  ”Love, Simon (2018)”. Internet Movie Database. http://www.imdb.com/title/tt5164432/.
223. ↑  ”Love, Simon (2018)”. Svensk Filmdatabas. http://www.sfi.se/sv/svensk-filmdatabas/Item/?type=MOVIE&itemid=619035.
224. ↑  ”På Chesil Beach (2017)”. Internet Movie Database. http://www.imdb.com/title/tt1667321/.
225. ↑  ”På Chesil Beach (2017)”. Svensk Filmdatabas. http://www.sfi.se/sv/svensk-filmdatabas/Item/?type=MOVIE&itemid=619036.
226. ↑  ”Den blomstertid nu kommer (2018)”. Internet Movie Database. http://www.imdb.com/title/tt5227746/.
227. ↑  ”Den blomstertid nu kommer (2018)”. Svensk Filmdatabas. http://www.sfi.se/sv/svensk-filmdatabas/Item/?type=MOVIE&itemid=615733.
228. ↑  ”Ocean's 8 (2018)”. Internet Movie Database. http://www.imdb.com/title/tt5164214/.
229. ↑  ”Ocean's 8 (2018)”. Svensk Filmdatabas. http://www.sfi.se/sv/svensk-filmdatabas/Item/?type=MOVIE&itemid=619195.
230. ↑  ”Biet Maya - På nya honungsäventyr (2018)”. Internet Movie Database. http://www.imdb.com/title/tt6685596/.
231. ↑  ”Biet Maya - På nya honungsäventyr (2018)”. Svensk Filmdatabas. http://www.sfi.se/sv/svensk-filmdatabas/Item/?type=MOVIE&itemid=620496.
232. ↑  ”Leaning Into the Wind: Andy Goldsworthy (2017)”. Internet Movie Database. http://www.imdb.com/title/tt6263828/.
233. ↑  ”Leaning Into the Wind (2017)”. Svensk Filmdatabas. http://www.sfi.se/sv/svensk-filmdatabas/Item/?type=MOVIE&itemid=620500.
234. ↑  ”Racer and the Jailbird (2017)”. Internet Movie Database. http://www.imdb.com/title/tt2586120/.
235. ↑  ”Racer and the Jailbird (2017)”. Svensk Filmdatabas. http://www.sfi.se/sv/svensk-filmdatabas/Item/?type=MOVIE&itemid=620502.
236. ↑  ”Sicario 2: Soldado (2018)”. Internet Movie Database. http://www.imdb.com/title/tt5052474/.
237. ↑  ”Sicario 2: Soldado (2018)”. Svensk Filmdatabas. http://www.sfi.se/sv/svensk-filmdatabas/Item/?type=MOVIE&itemid=620503.
238. ↑  ”Teheran Tabu (2017)”. Internet Movie Database. http://www.imdb.com/title/tt5584796/.
239. ↑  ”Teheran Tabu (2017)”. Svensk Filmdatabas. http://www.sfi.se/sv/svensk-filmdatabas/Item/?type=MOVIE&itemid=620504.
240. ↑  ”Ant-Man and the Wasp (2018)”. Internet Movie Database. http://www.imdb.com/title/tt5095030/.
241. ↑  ”Ant-Man and the Wasp (2018)”. Svensk Filmdatabas. http://www.sfi.se/sv/svensk-filmdatabas/Item/?type=MOVIE&itemid=620609.
242. ↑  ”The First Purge (2018)”. Internet Movie Database. http://www.imdb.com/title/tt6133466/.
243. ↑  ”The First Purge (2018)”. Svensk Filmdatabas. http://www.sfi.se/sv/svensk-filmdatabas/Item/?type=MOVIE&itemid=620611.
244. ↑  ”Los Bando (2018)”. Internet Movie Database. http://www.imdb.com/title/tt6696124/.
245. ↑  ”Los Bando (2018)”. Svensk Filmdatabas. http://www.sfi.se/sv/svensk-filmdatabas/Item/?type=MOVIE&itemid=617480.
246. ↑  ”Olydnad (2017)”. Internet Movie Database. http://www.imdb.com/title/tt6108178/.
247. ↑  ”Olydnad (2017)”. Svensk Filmdatabas. http://www.sfi.se/sv/svensk-filmdatabas/Item/?type=MOVIE&itemid=620610.
248. ↑  ”Whitney (2018)”. Internet Movie Database. http://www.imdb.com/title/tt5740866/.
249. ↑  ”Whitney (2018)”. Svensk Filmdatabas. http://www.sfi.se/sv/svensk-filmdatabas/Item/?type=MOVIE&itemid=620612.
250. ↑  ”Skyscraper (2018)”. Internet Movie Database. http://www.imdb.com/title/tt5758778/.
251. ↑  ”Skyscraper (2018)”. Svensk Filmdatabas. http://www.sfi.se/sv/svensk-filmdatabas/Item/?type=MOVIE&itemid=620639.
252. ↑  ”Bergman - ett år, ett liv (2018)”. Internet Movie Database. http://www.imdb.com/title/tt6109168/.
253. ↑  ”Bergman - ett år, ett liv (2018)”. Svensk Filmdatabas. http://www.sfi.se/sv/svensk-filmdatabas/Item/?type=MOVIE&itemid=81691.
254. ↑  ”Hotell Transylvanien 3: En monstersemester (2018)”. Internet Movie Database. http://www.imdb.com/title/tt5220122/.
255. ↑  ”Hotell Transylvanien 3: En Monstersemester”. Svensk Filmdatabas. http://www.sfi.se/sv/svensk-filmdatabas/Item/?type=MOVIE&itemid=620643.
256. ↑  ”Naken i Normandie (2018)”. Internet Movie Database. http://www.imdb.com/title/tt6923840/.
257. ↑  ”Naken i Normandie (2018)”. Svensk Filmdatabas. http://www.sfi.se/sv/svensk-filmdatabas/Item/?type=MOVIE&itemid=620641.
258. ↑  ”Mamma Mia! Here We Go Again (2018)”. Internet Movie Database. http://www.imdb.com/title/tt6911608/.
259. ↑  ”Mamma Mia! Here We Go Again (2018)”. Svensk Filmdatabas. http://www.sfi.se/sv/svensk-filmdatabas/Item/?type=MOVIE&itemid=620649.
260. ↑  ”Beast (2017)”. Internet Movie Database. http://www.imdb.com/title/tt5628302/.
261. ↑  ”Beast (2018)”. Svensk Filmdatabas. http://www.sfi.se/sv/svensk-filmdatabas/Item/?type=MOVIE&itemid=620645.
262. ↑  ”Hotel Artemis (2018)”. Internet Movie Database. http://www.imdb.com/title/tt5834262/.
263. ↑  ”Hotel Artemis (2018)”. Svensk Filmdatabas. http://www.sfi.se/sv/svensk-filmdatabas/Item/?type=MOVIE&itemid=620647.
264. ↑  ”Tag (2018)”. Internet Movie Database. http://www.imdb.com/title/tt2854926/.
265. ↑  ”Tag (2018)”. Svensk Filmdatabas. http://www.sfi.se/sv/svensk-filmdatabas/Item/?type=MOVIE&itemid=620651.
266. ↑  ”Dansa först (2018)”. Internet Movie Database. http://www.imdb.com/title/tt8737938/.
267. ↑  ”Dansa först (2018)”. Svensk Filmdatabas. http://www.sfi.se/sv/svensk-filmdatabas/Item/?type=MOVIE&itemid=77307.
268. ↑  ”Förolämpningen (2017)”. Internet Movie Database. http://www.imdb.com/title/tt7048622/.
269. ↑  ”Förolämpningen (2018)”. Svensk Filmdatabas. http://www.sfi.se/sv/svensk-filmdatabas/Item/?type=MOVIE&itemid=620848.
270. ↑  ”Hereditary (2018)”. Internet Movie Database. http://www.imdb.com/title/tt7784604/.
271. ↑  ”Hereditary (2018)”. Svensk Filmdatabas. http://www.sfi.se/sv/svensk-filmdatabas/Item/?type=MOVIE&itemid=620857.
272. ↑  ”Svanen (2017)”. Internet Movie Database. http://www.imdb.com/title/tt5764816/.
273. ↑  ”Svanen (2017)”. Svensk Filmdatabas. http://www.svenskfilmdatabas.se/sv/item/?type=film&itemid=620860.
274. ↑  ”Varghunden (2018)”. Internet Movie Database. http://www.imdb.com/title/tt5222768/.
275. ↑  ”Varghunden (2018)”. Svensk Filmdatabas. http://www.sfi.se/sv/svensk-filmdatabas/Item/?type=MOVIE&itemid=620863.
276. ↑  ”Don't Worry, He Won't Get Far on Foot (2018)”. Internet Movie Database. http://www.imdb.com/title/tt6288124/.
277. ↑  ”Don't Worry, He Won't Get Far on Foot (2018)”. Svensk Filmdatabas. http://www.sfi.se/sv/svensk-filmdatabas/Item/?type=MOVIE&itemid=620866.
278. ↑  ”Mission: Impossible - Fallout (2018)”. Internet Movie Database. http://www.imdb.com/title/tt4912910/.
279. ↑  ”Mission: Impossible - Fallout (2018)”. Svensk Filmdatabas. http://www.sfi.se/sv/svensk-filmdatabas/Item/?type=MOVIE&itemid=620867.
280. ↑  ”Trädgårdsgatan (2017)”. Internet Movie Database. http://www.imdb.com/title/tt4675986/.
281. ↑  ”Trädgårdsgatan (2018)”. Svensk Filmdatabas. http://www.sfi.se/sv/svensk-filmdatabas/Item/?type=MOVIE&itemid=88463.
282. ↑  ”The Darkest Minds (2018)”. Internet Movie Database. http://www.imdb.com/title/tt4073790/.
283. ↑  ”The Darkest Minds (2018)”. Svensk Filmdatabas. http://www.sfi.se/sv/svensk-filmdatabas/Item/?type=MOVIE&itemid=620873.
284. ↑  ”Gudrun - konsten att vara människa (2018)”. Internet Movie Database. http://www.imdb.com/title/tt8564614/.
285. ↑  ”Gudrun - konsten att vara människa (2018)”. Svensk Filmdatabas. http://www.sfi.se/sv/svensk-filmdatabas/Item/?type=MOVIE&itemid=79831.
286. ↑  ”I Can Only Imagine (2018)”. Internet Movie Database. http://www.imdb.com/title/tt6450186/.
287. ↑  ”I Can Only Imagine (2018)”. Svensk Filmdatabas. http://www.sfi.se/sv/svensk-filmdatabas/Item/?type=MOVIE&itemid=620869.
288. ↑  ”Mademoiselle Paradis (2017)”. Internet Movie Database. http://www.imdb.com/title/tt5584756/.
289. ↑  ”Mademoiselle Paradis (2017)”. Svensk Filmdatabas. http://www.sfi.se/sv/svensk-filmdatabas/Item/?type=MOVIE&itemid=620870.
290. ↑  ”Mary och häxans blomma (2017)”. Internet Movie Database. http://www.imdb.com/title/tt6336356/.
291. ↑  ”Mary och häxans blomma (2017)”. Svensk Filmdatabas. http://www.sfi.se/sv/svensk-filmdatabas/Item/?type=MOVIE&itemid=620871.
292. ↑  ”Slender Man (2018)”. Internet Movie Database. http://www.imdb.com/title/tt5690360/.
293. ↑  ”Slender Man (2018)”. Svensk Filmdatabas. http://www.sfi.se/sv/svensk-filmdatabas/Item/?type=MOVIE&itemid=620872.
294. ↑  ”And Breathe Normally (2018)”. Internet Movie Database. http://www.imdb.com/title/tt6776106/.
295. ↑  ”And Breathe Normally (2018)”. Svensk Filmdatabas. http://www.sfi.se/sv/svensk-filmdatabas/Item/?type=MOVIE&itemid=82668.
296. ↑  ”Den 12:e mannen (2017)”. Internet Movie Database. http://www.imdb.com/title/tt3300980/.
297. ↑  ”Den 12:e mannen (2017)”. Svensk Filmdatabas. http://www.sfi.se/sv/svensk-filmdatabas/Item/?type=MOVIE&itemid=620974.
298. ↑  ”Fakiren som fastnade i ett skåp (2018)”. Internet Movie Database. http://www.imdb.com/title/tt5371168/.
299. ↑  ”Fakiren som fastnade i ett skåp (2018)”. Svensk Filmdatabas. http://www.sfi.se/sv/svensk-filmdatabas/Item/?type=MOVIE&itemid=621029.
300. ↑  ”Leva. Älska. (2018)”. Internet Movie Database. http://www.imdb.com/title/tt7524352/.
301. ↑  ”Leva. Älska (2018)”. Svensk Filmdatabas. http://www.sfi.se/sv/svensk-filmdatabas/Item/?type=MOVIE&itemid=79832.
302. ↑  ”The Meg (2018)”. Internet Movie Database. http://www.imdb.com/title/tt4779682/.
303. ↑  ”The Meg (2018)”. Svensk Filmdatabas. http://www.sfi.se/sv/svensk-filmdatabas/Item/?type=MOVIE&itemid=621053.
304. ↑  ”Show Dogs (2018)”. Internet Movie Database. http://www.imdb.com/title/tt5691024/.
305. ↑  ”Show Dogs (2018)”. Svensk Filmdatabas. http://www.sfi.se/sv/svensk-filmdatabas/Item/?type=MOVIE&itemid=621042.
306. ↑  ”The Happytime Murders (2018)”. Internet Movie Database. http://www.imdb.com/title/tt1308728/.
307. ↑  ”The Happytime Murders (2018)”. Svensk Filmdatabas. http://www.svenskfilmdatabas.se/sv/item/?type=film&itemid=621131.
308. ↑  ”Domaren (2017)”. Internet Movie Database. http://www.imdb.com/title/tt6040662/.
309. ↑  ”Domaren (2017)”. Svensk Filmdatabas. http://www.svenskfilmdatabas.se/sv/item/?type=film&itemid=621138.
310. ↑  ”En säsong i Frankrike (2017)”. Internet Movie Database. http://www.imdb.com/title/tt7177156/.
311. ↑  ”En säsong i Frankrike (2017)”. Svensk Filmdatabas. http://www.svenskfilmdatabas.se/sv/item/?type=film&itemid=621139.
312. ↑  ”The Equalizer 2 (2018)”. Internet Movie Database. http://www.imdb.com/title/tt3766354/.
313. ↑  ”The Equalizer 2 (2018)”. Svensk Filmdatabas. http://www.svenskfilmdatabas.se/sv/item/?type=film&itemid=621141.
314. ↑  ”Maria by Callas (2017)”. Internet Movie Database. http://www.imdb.com/title/tt7364566/.
315. ↑  ”Maria by Callas (2017)”. Svensk Filmdatabas. http://www.svenskfilmdatabas.se/sv/item/?type=film&itemid=621140.
316. ↑  ”The Miseducation of Cameron Post (2018)”. Internet Movie Database. http://www.imdb.com/title/tt6257174/.
317. ↑  ”The Miseducation of Cameron Post (2018)”. Svensk Filmdatabas. http://www.svenskfilmdatabas.se/sv/item/?type=film&itemid=621142.
318. ↑  ”The Spy Who Dumped Me (2018)”. Internet Movie Database. http://www.imdb.com/title/tt6663582/.
319. ↑  ”The Spy Who Dumped Me (2018)”. Svensk Filmdatabas. http://www.svenskfilmdatabas.se/sv/item/?type=film&itemid=621143.
320. ↑  ”Uppsalakidnappningen (2018)”. Internet Movie Database. http://www.imdb.com/title/tt8834524/.
321. ↑  ”Uppsalakidnappningen (2018)”. Svensk Filmdatabas. http://www.svenskfilmdatabas.se/sv/item/?type=film&itemid=620608.
322. ↑  ”Videomannen (2018)”. Internet Movie Database. http://www.imdb.com/title/tt5295774/.
323. ↑  ”Videomannen (2018)”. Svensk Filmdatabas. http://www.svenskfilmdatabas.se/sv/item/?type=film&itemid=617358.
324. ↑  ”Book Club (2018)”. Internet Movie Database. http://www.imdb.com/title/tt6857166/.
325. ↑  ”Book Club (2018)”. Svensk Filmdatabas. http://www.sfi.se/sv/svensk-filmdatabas/Item/?type=MOVIE&itemid=621258.
326. ↑  ”Den sommaren (2017)”. Internet Movie Database. http://www.imdb.com/title/tt7057306/.
327. ↑  ”Den sommaren (2017)”. Svensk Filmdatabas. http://www.svenskfilmdatabas.se/sv/item/?type=film&itemid=82553.
328. ↑  ”Gräns (2018)”. Internet Movie Database. http://www.imdb.com/title/tt5501104/.
329. ↑  ”Gräns (2018)”. Svensk Filmdatabas. http://www.svenskfilmdatabas.se/sv/item/?type=film&itemid=79508.
330. ↑  ”Superhjältarna 2 (2018)”. Internet Movie Database. http://www.imdb.com/title/tt3606756/.
331. ↑  ”Superhjältarna 2 (2018)”. Svensk Filmdatabas. http://www.svenskfilmdatabas.se/sv/item/?type=film&itemid=621253.
332. ↑  ”BlacKkKlansman (2018)”. Internet Movie Database. http://www.imdb.com/title/tt7349662/.
333. ↑  ”BlacKkKlansman (2018)”. Svensk Filmdatabas. http://www.svenskfilmdatabas.se/sv/item/?type=film&itemid=621351.
334. ↑  ”Den tysta revolutionen (2018)”. Internet Movie Database. http://www.imdb.com/title/tt6576556/.
335. ↑  ”Den tysta revolutionen (2018)”. Svensk Filmdatabas. http://www.sfi.se/sv/svensk-filmdatabas/Item/?type=MOVIE&itemid=621388.
336. ↑  ”The Nun (2018)”. Internet Movie Database. http://www.imdb.com/title/tt5814060/.
337. ↑  ”The Nun (2018)”. Svensk Filmdatabas. http://www.sfi.se/sv/svensk-filmdatabas/Item/?type=MOVIE&itemid=621442.
338. ↑  ”Smärtan (2017)”. Internet Movie Database. http://www.imdb.com/title/tt6313378/.
339. ↑  ”Smärtan (2017)”. Svensk Filmdatabas. http://www.sfi.se/sv/svensk-filmdatabas/Item/?type=MOVIE&itemid=621435.
340. ↑  ”Trädgårdsfesten (2018)”. Internet Movie Database. http://www.imdb.com/title/tt6972372/.
341. ↑  ”Trädgårdsfesten (2018)”. Svensk Filmdatabas. http://www.sfi.se/sv/svensk-filmdatabas/Item/?type=MOVIE&itemid=621452.
342. ↑  ”Lustiga små kryp (2017)”. Internet Movie Database. http://www.imdb.com/title/tt6314766/.
343. ↑  ”Lustiga små kryp (2017)”. Svensk Filmdatabas. http://www.sfi.se/sv/svensk-filmdatabas/Item/?type=MOVIE&itemid=621481.
344. ↑  ”A Prayer Before Dawn (2017)”. Internet Movie Database. http://www.imdb.com/title/tt4080956/.
345. ↑  ”A Prayer Before Dawn (2017)”. Svensk Filmdatabas. http://www.sfi.se/sv/svensk-filmdatabas/Item/?type=MOVIE&itemid=621479.
346. ↑  ”The Predator (2018)”. Internet Movie Database. http://www.imdb.com/title/tt3829266/.
347. ↑  ”The Predator (2018)”. Svensk Filmdatabas. http://www.sfi.se/sv/svensk-filmdatabas/Item/?type=MOVIE&itemid=621486.
348. ↑  ”RBG (2018)”. Internet Movie Database. http://www.imdb.com/title/tt7689964/.
349. ↑  ”RBG (2018)”. Svensk Filmdatabas. http://www.sfi.se/sv/svensk-filmdatabas/Item/?type=MOVIE&itemid=621489.
350. ↑  ”Unga Astrid (2018)”. Internet Movie Database. http://www.imdb.com/title/tt6433456/.
351. ↑  ”Unga Astrid (2018)”. Svensk Filmdatabas. http://www.sfi.se/sv/svensk-filmdatabas/Item/?type=MOVIE&itemid=77270.
352. ↑  ”Allt för min son (2017)”. Internet Movie Database. http://www.imdb.com/title/tt6002232/.
353. ↑  ”Allt för min son (2017)”. Svensk Filmdatabas. http://www.sfi.se/sv/svensk-filmdatabas/Item/?type=MOVIE&itemid=621591.
354. ↑  ”Alpha (2018)”. Internet Movie Database. http://www.imdb.com/title/tt4244998/.
355. ↑  ”Alpha (2018)”. Svensk Filmdatabas. http://www.sfi.se/sv/svensk-filmdatabas/Item/?type=MOVIE&itemid=621603.
356. ↑  ”Ensamma i rymden (2018)”. Internet Movie Database. http://www.imdb.com/title/tt5514344/.
357. ↑  ”Ensamma i rymden (2018)”. Svensk Filmdatabas. http://www.sfi.se/sv/svensk-filmdatabas/Item/?type=MOVIE&itemid=80575.
358. ↑  ”Flotten (2018)”. Internet Movie Database. http://www.imdb.com/title/tt8116574/.
359. ↑  ”Flotten (2018)”. Svensk Filmdatabas. http://www.sfi.se/sv/svensk-filmdatabas/Item/?type=MOVIE&itemid=78872.
360. ↑  ”Papillon (2017)”. Internet Movie Database. http://www.imdb.com/title/tt5093026/.
361. ↑  ”Papillon (2017)”. Svensk Filmdatabas. http://www.sfi.se/sv/svensk-filmdatabas/Item/?type=MOVIE&itemid=621606.
362. ↑  ”Peppermint (2018)”. Internet Movie Database. http://www.imdb.com/title/tt6850820/.
363. ↑  ”Peppermint (2018)”. Svensk Filmdatabas. http://www.sfi.se/sv/svensk-filmdatabas/Item/?type=MOVIE&itemid=621608.
364. ↑  ”Searching (2018)”. Internet Movie Database. http://www.imdb.com/title/tt7668870/.
365. ↑  ”Searching (2018)”. Svensk Filmdatabas. http://www.sfi.se/sv/svensk-filmdatabas/Item/?type=MOVIE&itemid=621615.
366. ↑  ”Hell Fest (2018)”. Internet Movie Database. http://www.imdb.com/title/tt1999890/.
367. ↑  ”Hell Fest (2018)”. Svensk Filmdatabas. http://www.sfi.se/sv/svensk-filmdatabas/Item/?type=MOVIE&itemid=621663.
368. ↑  ”Johnny English Strikes Again (2018)”. Internet Movie Database. http://www.imdb.com/title/tt6921996/.
369. ↑  ”Johnny English Strikes Again (2018)”. Svensk Filmdatabas. http://www.sfi.se/sv/svensk-filmdatabas/Item/?type=MOVIE&itemid=621664.
370. ↑  ”Mannen som lekte med elden (2018)”. Internet Movie Database. http://www.imdb.com/title/tt8581872/.
371. ↑  ”Mannen som lekte med elden (2018)”. Svensk Filmdatabas. http://www.sfi.se/sv/svensk-filmdatabas/Item/?type=MOVIE&itemid=88808.
372. ↑  ”Nothing Like a Dame (2018)”. Internet Movie Database. http://www.imdb.com/title/tt7363336/.
373. ↑  ”Nothing Like a Dame (2018)”. Svensk Filmdatabas. http://www.sfi.se/sv/svensk-filmdatabas/Item/?type=MOVIE&itemid=621666.
374. ↑  ”A Simple Favor (2018)”. Internet Movie Database. http://www.imdb.com/title/tt7040874/.
375. ↑  ”A Simple Favor (2018)”. Svensk Filmdatabas. http://www.sfi.se/sv/svensk-filmdatabas/Item/?type=MOVIE&itemid=621658.
376. ↑  ”Smallfoot (2018)”. Internet Movie Database. http://www.imdb.com/title/tt6182908/.
377. ↑  ”Smallfoot (2018)”. Svensk Filmdatabas. http://www.sfi.se/sv/svensk-filmdatabas/Item/?type=MOVIE&itemid=621667.
378. ↑  ”Goliat (2018)”. Internet Movie Database. http://www.imdb.com/title/tt6844052/.
379. ↑  ”Goliat (2018)”. Svensk Filmdatabas. http://www.sfi.se/sv/svensk-filmdatabas/Item/?type=MOVIE&itemid=81482.
380. ↑  ”Lycklig som Lazzaro (2018)”. Internet Movie Database. http://www.imdb.com/title/tt6752992/.
381. ↑  ”Lycklig som Lazzaro (2018)”. Svensk Filmdatabas. http://www.sfi.se/sv/svensk-filmdatabas/Item/?type=MOVIE&itemid=621792.
382. ↑  ”Pettson och Findus - Findus flyttar hemifrån (2018)”. Internet Movie Database. http://www.imdb.com/title/tt6516734/.
383. ↑  ”Pettson och Findus - Findus flyttar hemifrån (2018)”. Svensk Filmdatabas. http://www.sfi.se/sv/svensk-filmdatabas/Item/?type=MOVIE&itemid=621777.
384. ↑  ”A Star Is Born (2018)”. Internet Movie Database. http://www.imdb.com/title/tt1517451/.
385. ↑  ”A Star Is Born (2018)”. Svensk Filmdatabas. http://www.sfi.se/sv/svensk-filmdatabas/Item/?type=MOVIE&itemid=621776.
386. ↑  ”Venom (2018)”. Internet Movie Database. http://www.imdb.com/title/tt1270797/.
387. ↑  ”Venom (2018)”. Svensk Filmdatabas. http://www.sfi.se/sv/svensk-filmdatabas/Item/?type=MOVIE&itemid=621808.
388. ↑  ”Balkan Noir (2017)”. Internet Movie Database. http://www.imdb.com/title/tt6100336/.
389. ↑  ”Balkan Noir (2017)”. Svensk Filmdatabas. http://www.sfi.se/sv/svensk-filmdatabas/Item/?type=MOVIE&itemid=615603.
390. ↑  ”Christoffer Robin & Nalle Puh (2018)”. Internet Movie Database. http://www.imdb.com/title/tt4575576/.
391. ↑  ”Christoffer Robin & Nalle Puh (2018)”. Svensk Filmdatabas. http://www.sfi.se/sv/svensk-filmdatabas/Item/?type=MOVIE&itemid=621894.
392. ↑  ”Dog Days (2018)”. Internet Movie Database. http://www.imdb.com/title/tt7365604/.
393. ↑  ”Dog Days (2018)”. Svensk Filmdatabas. http://www.sfi.se/sv/svensk-filmdatabas/Item/?type=MOVIE&itemid=621895.
394. ↑  ”First Man (2018)”. Internet Movie Database. http://www.imdb.com/title/tt1213641/.
395. ↑  ”First Man (2018)”. Svensk Filmdatabas. http://www.sfi.se/sv/svensk-filmdatabas/Item/?type=MOVIE&itemid=621878.
396. ↑  ”Juliet, Naked (2018)”. Internet Movie Database. http://www.imdb.com/title/tt5607096/.
397. ↑  ”Juliet, Naked (2018)”. Svensk Filmdatabas. http://www.sfi.se/sv/svensk-filmdatabas/Item/?type=MOVIE&itemid=621870.
398. ↑  ”Kler (2018)”. Internet Movie Database. http://www.imdb.com/title/tt8738964/.
399. ↑  ”Kusama - Infinity (2018)”. Internet Movie Database. http://www.imdb.com/title/tt1893269/.
400. ↑  ”Kusama - Infinity (2018)”. Svensk Filmdatabas. http://www.sfi.se/sv/svensk-filmdatabas/Item/?type=MOVIE&itemid=621896.
401. ↑  ”Night School (2018)”. Internet Movie Database. http://www.imdb.com/title/tt6781982/.
402. ↑  ”Night School (2018)”. Svensk Filmdatabas. http://www.sfi.se/sv/svensk-filmdatabas/Item/?type=MOVIE&itemid=621908.
403. ↑  ”Virus Tropical (2017)”. Internet Movie Database. http://www.imdb.com/title/tt7013830/.
404. ↑  ”Virus Tropical (2017)”. Svensk Filmdatabas. http://www.sfi.se/sv/svensk-filmdatabas/Item/?type=MOVIE&itemid=621909.
405. ↑  ”Bad Times at the El Royale (2018)”. Internet Movie Database. http://www.imdb.com/title/tt6628394/.
406. ↑  ”Bad Times at the El Royale (2018)”. Svensk Filmdatabas. http://www.sfi.se/sv/svensk-filmdatabas/Item/?type=MOVIE&itemid=622011.
407. ↑  ”Colette (2018)”. Internet Movie Database. http://www.imdb.com/title/tt5437928/.
408. ↑  ”Colette (2018)”. Svensk Filmdatabas. http://www.sfi.se/sv/svensk-filmdatabas/Item/?type=MOVIE&itemid=622015.
409. ↑  ”Halloween (2018)”. Internet Movie Database. http://www.imdb.com/title/tt1502407/.
410. ↑  ”Halloween (2018)”. Svensk Filmdatabas. http://www.sfi.se/sv/svensk-filmdatabas/Item/?type=MOVIE&itemid=622029.
411. ↑  ”Lyrro (2018)”. Internet Movie Database. http://www.imdb.com/title/tt7485602/.
412. ↑  ”Lyrro (2018)”. Svensk Filmdatabas. http://www.sfi.se/sv/svensk-filmdatabas/Item/?type=MOVIE&itemid=88485.
413. ↑  ”Ramen Shop (2018)”. Internet Movie Database. http://www.imdb.com/title/tt6720618/.
414. ↑  ”Ramen Shop (2018)”. Svensk Filmdatabas. http://www.sfi.se/sv/svensk-filmdatabas/Item/?type=MOVIE&itemid=622030.
415. ↑  ”Rekonstruktion Utøya (2018)”. Internet Movie Database. http://www.imdb.com/title/tt8836382/.
416. ↑  ”Rekonstruktion Utøya (2018)”. Svensk Filmdatabas. http://www.sfi.se/sv/svensk-filmdatabas/Item/?type=MOVIE&itemid=81149.
417. ↑  ”Flykten Aleppo-Istanbul (2018)”. Internet Movie Database. http://www.imdb.com/title/tt5554314/.
418. ↑  ”Flykten Aleppo-Istanbul (2018)”. Svensk Filmdatabas. http://www.sfi.se/sv/svensk-filmdatabas/Item/?type=MOVIE&itemid=622112.
419. ↑  ”The Girl in the Spider's Web (2018)”. Internet Movie Database. http://www.imdb.com/title/tt5177088/.
420. ↑  ”The Girl in the Spider's Web (2018)”. Svensk Filmdatabas. http://www.sfi.se/sv/svensk-filmdatabas/Item/?type=MOVIE&itemid=622117.
421. ↑  ”Halvdan Viking (2018)”. Internet Movie Database. http://www.imdb.com/title/tt7400672/.
422. ↑  ”Halvdan Viking (2018)”. Svensk Filmdatabas. http://www.sfi.se/sv/svensk-filmdatabas/Item/?type=MOVIE&itemid=81504.
423. ↑  ”Leave No Trace (2018)”. Internet Movie Database. http://www.imdb.com/title/tt3892172/.
424. ↑  ”Leave No Trace (2018)”. Svensk Filmdatabas. http://www.sfi.se/sv/svensk-filmdatabas/Item/?type=MOVIE&itemid=622126.
425. ↑  ”Bohemian Rhapsody (2018)”. Internet Movie Database. http://www.imdb.com/title/tt1727824/.
426. ↑  ”Bohemian Rhapsody (2018)”. Svensk Filmdatabas. http://www.sfi.se/sv/svensk-filmdatabas/Item/?type=MOVIE&itemid=622129.
427. ↑  ”Nötknäpparen och de fyra världarna (2018)”. Internet Movie Database. http://www.imdb.com/title/tt5523010/.
428. ↑  ”Nötknäpparen och de fyra världarna (2018)”. Svensk Filmdatabas. http://www.sfi.se/sv/svensk-filmdatabas/Item/?type=MOVIE&itemid=622267.
429. ↑  ”Holiday (2018)”. Internet Movie Database. http://www.imdb.com/title/tt7328154/.
430. ↑  ”Holiday (2018)”. Svensk Filmdatabas. http://www.sfi.se/sv/svensk-filmdatabas/Item/?type=MOVIE&itemid=621048.
431. ↑  ”King of Thieves (2018)”. Internet Movie Database. http://www.imdb.com/title/tt5789976/.
432. ↑  ”King of Thieves (2018)”. Svensk Filmdatabas. http://www.sfi.se/sv/svensk-filmdatabas/Item/?type=MOVIE&itemid=622294.
433. ↑  ”Sorry to Bother You (2018)”. Internet Movie Database. http://www.imdb.com/title/tt5688932/.
434. ↑  ”Sorry to Bother You (2018)”. Svensk Filmdatabas. http://www.sfi.se/sv/svensk-filmdatabas/Item/?type=MOVIE&itemid=622290.
435. ↑  ”Grinchen (2018)”. Internet Movie Database. http://www.imdb.com/title/tt2709692/.
436. ↑  ”Grinchen (2018)”. Svensk Filmdatabas. http://www.sfi.se/sv/svensk-filmdatabas/Item/?type=MOVIE&itemid=622935.
437. ↑  ”Kärlek på hjul (2018)”. Internet Movie Database. http://www.imdb.com/title/tt6838702/.
438. ↑  ”Kärlek på hjul (2018)”. Svensk Filmdatabas. http://www.sfi.se/sv/svensk-filmdatabas/Item/?type=MOVIE&itemid=622938.
439. ↑  ”Leslie brinner (2018)”. Internet Movie Database. http://www.imdb.com/title/tt9230640/.
440. ↑  ”Leslie brinner (2018)”. Svensk Filmdatabas. http://www.sfi.se/sv/svensk-filmdatabas/Item/?type=MOVIE&itemid=83239.
441. ↑  ”Overlord (2018)”. Internet Movie Database. http://www.imdb.com/title/tt4530422/.
442. ↑  ”Overlord (2018)”. Svensk Filmdatabas. http://www.sfi.se/sv/svensk-filmdatabas/Item/?type=MOVIE&itemid=622940.
443. ↑  ”Sweet Country (2017)”. Internet Movie Database. http://www.imdb.com/title/tt6958212/.
444. ↑  ”Sweet Country (2017)”. Svensk Filmdatabas. http://www.sfi.se/sv/svensk-filmdatabas/Item/?type=MOVIE&itemid=622950.
445. ↑  ”Fantastiska vidunder: Grindelwalds brott (2018)”. Internet Movie Database. http://www.imdb.com/title/tt4123430/.
446. ↑  ”Fantastiska vidunder: Grindelwalds brott (2018)”. Svensk Filmdatabas. http://www.sfi.se/sv/svensk-filmdatabas/Item/?type=MOVIE&itemid=624836.
447. ↑  ”Boy Erased (2018)”. Internet Movie Database. http://www.imdb.com/title/tt7008872/.
448. ↑  ”Boy Erased (2018)”. Svensk Filmdatabas. http://www.sfi.se/sv/svensk-filmdatabas/Item/?type=MOVIE&itemid=624843.
449. ↑  ”Climax (2018)”. Internet Movie Database. http://www.imdb.com/title/tt8359848/.
450. ↑  ”Climax (2018)”. Svensk Filmdatabas. http://www.sfi.se/sv/svensk-filmdatabas/Item/?type=MOVIE&itemid=624851.
451. ↑  ”Cold War”. Internet Movie Database. http://www.imdb.com/title/tt6543652/.
452. ↑  ”Cold War (2018)”. Svensk Filmdatabas. http://www.sfi.se/sv/svensk-filmdatabas/Item/?type=MOVIE&itemid=624898.
453. ↑  ”Widows (2018)”. Internet Movie Database. http://www.imdb.com/title/tt4218572/.
454. ↑  ”Widows (2018)”. Svensk Filmdatabas. http://www.sfi.se/sv/svensk-filmdatabas/Item/?type=MOVIE&itemid=624891.
455. ↑  ”Creed II (2018)”. Internet Movie Database. http://www.imdb.com/title/tt6343314/.
456. ↑  ”Creed II (2018)”. Svensk Filmdatabas. http://www.sfi.se/sv/svensk-filmdatabas/Item/?type=MOVIE&itemid=624959.
457. ↑  ”En kniv i hjärtat (2018)”. Internet Movie Database. http://www.imdb.com/title/tt6426028/.
458. ↑  ”En kniv i hjärtat (2018)”. Svensk Filmdatabas. http://www.sfi.se/sv/svensk-filmdatabas/Item/?type=MOVIE&itemid=624985.
459. ↑  ”The Front Runner (2018)”. Internet Movie Database. http://www.imdb.com/title/tt7074886/.
460. ↑  ”The Front Runner (2018)”. Svensk Filmdatabas. http://www.sfi.se/sv/svensk-filmdatabas/Item/?type=MOVIE&itemid=624966.
461. ↑  ”(2018)”. Internet Movie Database. http://www.imdb.com/title/tt6704880/.
462. ↑  ”(2018)”. Svensk Filmdatabas. http://www.sfi.se/sv/svensk-filmdatabas/Item/?type=MOVIE&itemid=625348.
463. ↑  ”Olegs barndom (2017)”. Internet Movie Database. http://www.imdb.com/title/tt7341660/.
464. ↑  ”Olegs barndom (2017)”. Svensk Filmdatabas. http://www.sfi.se/sv/svensk-filmdatabas/Item/?type=MOVIE&itemid=88720.
465. ↑  ”Suspiria (2018)”. Internet Movie Database. http://www.imdb.com/title/tt1034415/.
466. ↑  ”Suspiria (2018)”. Svensk Filmdatabas. http://www.sfi.se/sv/svensk-filmdatabas/Item/?type=MOVIE&itemid=624963.
467. ↑  ”X&Y (2018)”. Internet Movie Database. http://www.imdb.com/title/tt8587142/.
468. ↑  ”X&Y (2018)”. Svensk Filmdatabas. http://www.sfi.se/sv/svensk-filmdatabas/Item/?type=MOVIE&itemid=82472.
469. ↑  ”Den tiden på året (2018)”. Internet Movie Database. http://www.imdb.com/title/tt7947470/.
470. ↑  ”Den tiden på året (2018)”. Svensk Filmdatabas. http://www.sfi.se/sv/svensk-filmdatabas/Item/?type=MOVIE&itemid=624971.
471. ↑  ”Blaze (2018)”. Internet Movie Database. http://www.imdb.com/title/tt6443294/.
472. ↑  ”Blaze (2018)”. Svensk Filmdatabas. http://www.sfi.se/sv/svensk-filmdatabas/Item/?type=MOVIE&itemid=625071.
473. ↑  ”Life Itself (2018)”. Internet Movie Database. http://www.imdb.com/title/tt5989218/.
474. ↑  ”Life Itself (2018)”. Svensk Filmdatabas. http://www.sfi.se/sv/svensk-filmdatabas/Item/?type=MOVIE&itemid=625081.
475. ↑  ”När fjärilarna kommer (2018)”. Internet Movie Database. http://www.imdb.com/title/tt7318202/.
476. ↑  ”När fjärilarna kommer (2018)”. Svensk Filmdatabas. http://www.sfi.se/sv/svensk-filmdatabas/Item/?type=MOVIE&itemid=625086.
477. ↑  ”Robin Hood (2018)”. Internet Movie Database. http://www.imdb.com/title/tt4532826/.
478. ↑  ”Robin Hood (2018)”. Svensk Filmdatabas. http://www.sfi.se/sv/svensk-filmdatabas/Item/?type=MOVIE&itemid=625111.
479. ↑  ”Sune vs Sune (2018)”. Internet Movie Database. http://www.imdb.com/title/tt7474512/.
480. ↑  ”Sune vs Sune (2018)”. Svensk Filmdatabas. http://www.sfi.se/sv/svensk-filmdatabas/Item/?type=MOVIE&itemid=88550.
481. ↑  ”Transit (2018)”. Internet Movie Database. http://www.imdb.com/title/tt6675244/.
482. ↑  ”Transit (2018)”. Svensk Filmdatabas. http://www.sfi.se/sv/svensk-filmdatabas/Item/?type=MOVIE&itemid=625139.
483. ↑  ”Blindspotting (2018)”. Internet Movie Database. http://www.imdb.com/title/tt7242142/.
484. ↑  ”Blindspotting (2018)”. Svensk Filmdatabas. http://www.sfi.se/sv/svensk-filmdatabas/Item/?type=MOVIE&itemid=625283.
485. ↑  ”Hodjas flygande matta (2018)”. Internet Movie Database. http://www.imdb.com/title/tt5848640/.
486. ↑  ”Hodjas flygande matta (2018)”. Svensk Filmdatabas. http://www.sfi.se/sv/svensk-filmdatabas/Item/?type=MOVIE&itemid=625285.
487. ↑  ”Mortal Engines (2018)”. Internet Movie Database. http://www.imdb.com/title/tt1571234/.
488. ↑  ”Mortal Engines (2018)”. Svensk Filmdatabas. http://www.sfi.se/sv/svensk-filmdatabas/Item/?type=MOVIE&itemid=625284.
489. ↑  ”Operation Ragnarök (2018)”. Internet Movie Database. http://www.imdb.com/title/tt1826956/.
490. ↑  ”Operation Ragnarök (2018)”. Svensk Filmdatabas. http://www.sfi.se/sv/svensk-filmdatabas/Item/?type=MOVIE&itemid=79465.
491. ↑  ”Roma (2018)”. Internet Movie Database. http://www.imdb.com/title/tt6155172/.
492. ↑  ”Roma (2018)”. Svensk Filmdatabas. http://www.sfi.se/sv/svensk-filmdatabas/Item/?type=MOVIE&itemid=625347.
493. ↑  ”The Wife (2017)”. Internet Movie Database. http://www.imdb.com/title/tt3750872/.
494. ↑  ”The Wife (2017)”. Svensk Filmdatabas. http://www.sfi.se/sv/svensk-filmdatabas/Item/?type=MOVIE&itemid=86125.
495. ↑  ”7 uczuc (2018)”. Internet Movie Database. http://www.imdb.com/title/tt7343732/.
496. ↑  ”Aquaman (2018)”. Internet Movie Database. http://www.imdb.com/title/tt1477834/.
497. ↑  ”Aquaman (2018)”. Svensk Filmdatabas. http://www.sfi.se/sv/svensk-filmdatabas/Item/?type=MOVIE&itemid=625343.
498. ↑  ”The Bookshop (2017)”. Internet Movie Database. http://www.imdb.com/title/tt3127022/.
499. ↑  ”The Bookshop (2017)”. Svensk Filmdatabas. http://www.sfi.se/sv/svensk-filmdatabas/Item/?type=MOVIE&itemid=625345.
500. ↑  ”En armé av älskande (2018)”. Svensk Filmdatabas. http://www.sfi.se/sv/svensk-filmdatabas/Item/?type=MOVIE&itemid=82206.
501. ↑  ”Grain (2017)”. Internet Movie Database. http://www.imdb.com/title/tt4073682/.
502. ↑  ”Grain (2017)”. Svensk Filmdatabas. http://www.sfi.se/sv/svensk-filmdatabas/Item/?type=MOVIE&itemid=625445.
503. ↑  ”In i dimman (2018)”. Internet Movie Database. http://www.imdb.com/title/tt7618654/.
504. ↑  ”In i dimman (2018)”. Svensk Filmdatabas. http://www.sfi.se/sv/svensk-filmdatabas/Item/?type=MOVIE&itemid=615587.
505. ↑  ”Spider-Man: Into the Spider-Verse (2018)”. Internet Movie Database. http://www.imdb.com/title/tt4633694/.
506. ↑  ”Spider-Man: Into the Spider-Verse (2018)”. Svensk Filmdatabas. http://www.sfi.se/sv/svensk-filmdatabas/Item/?type=MOVIE&itemid=625344.
507. ↑  ”Stora stygga räven (2017)”. Internet Movie Database. http://www.imdb.com/title/tt5851904/.
508. ↑  ”Stora stygga räven (2017)”. Svensk Filmdatabas. http://www.sfi.se/sv/svensk-filmdatabas/Item/?type=MOVIE&itemid=625346.
509. ↑  ”Studio 54 (2018)”. Internet Movie Database. http://www.imdb.com/title/tt5773986/.
510. ↑  ”Studio 54 (2018)”. Svensk Filmdatabas. http://www.sfi.se/sv/svensk-filmdatabas/Item/?type=MOVIE&itemid=625414.
511. ↑  ”Bamse och dunderklockan (2018)”. Svensk Filmdatabas. http://www.sfi.se/sv/svensk-filmdatabas/Item/?type=MOVIE&itemid=86126.
512. ↑  ”Bamse och dunderklockan (2018)”. Svensk Filmdatabas. http://www.sfi.se/sv/svensk-filmdatabas/Item/?type=MOVIE&itemid=86126.
513. ↑  ”Green Book (2018)”. Internet Movie Database. http://www.imdb.com/title/tt6966692/.
514. ↑  ”Green Book (2018)”. Svensk Filmdatabas. http://www.sfi.se/sv/svensk-filmdatabas/Item/?type=MOVIE&itemid=625485.
515. ↑  ”Lyckligare kan ingen vara (2018)”. Internet Movie Database. http://www.imdb.com/title/tt9266608/.
516. ↑  ”Lyckligare kan ingen vara (2018)”. Svensk Filmdatabas. http://www.sfi.se/sv/svensk-filmdatabas/Item/?type=MOVIE&itemid=91921.
517. ↑  ”Shoplifters (2018)”. Internet Movie Database. http://www.imdb.com/title/tt8075192/.
518. ↑  ”Shoplifters (2018)”. Svensk Filmdatabas. http://www.sfi.se/sv/svensk-filmdatabas/Item/?type=MOVIE&itemid=625497.
519. ↑  ”Utrikesministern (2018)”. Svensk Filmdatabas. http://www.sfi.se/sv/svensk-filmdatabas/Item/?type=MOVIE&itemid=621015.
520. ↑  ”Bumblebee (2018)”. Internet Movie Database. http://www.imdb.com/title/tt4701182/.
521. ↑  ”Mary Poppins kommer tillbaka (2018)”. Internet Movie Database. http://www.imdb.com/title/tt5028340/.
522. ↑  ”Puzzle (2018)”. Internet Movie Database. http://www.imdb.com/title/tt6933454/.
523. ↑  ”Skuespilleren Morten Grunwald er død” (på danska). Politiken. 15 november 2018. https://politiken.dk/kultur/art6843300/Skuespilleren-Morten-Grunwald-er-d%C3%B8d. Läst 15 november 2018.

### Webbkällor
- Svensk Filmdatabas – Filmer med premiär 2018
- IMDb - Filmer med premiär 2018 (engelska)